# ITF Women's Circuit luglio-settembre 2012
L'ITF Women's Circuit 2012 è una serie di tornei gestita dall'organo internazionale del tennis, l'ITF. Lo scopo di questi tornei è quello di permettere, in particolare alle giovani tenniste, di migliorare la loro classifica per giocare in tornei più importanti. L'ITF Women's Circuit comprende tornei che hanno montepremi che vanno dai 10.000 ai 100.000 dollari.

## Legenda
| Torneo da $100.000 |
| Torneo da $75.000  |
| Torneo da $50.000  |
| Torneo da $25.000  |
| Torneo da $10.000  |

## Luglio
| Settimana | Torneo | Vincitori                                                      | Finalisti                                   | Semifinalisti                                 | Eliminati ai quarti                                                                |
| --------- | --- | -------------------------------------------------------------- | ------------------------------------------- | --------------------------------------------- | ---------------------------------------------------------------------------------- |
| 2 luglio  | Torneo Internazionale Regione Piemonte 2012 Biella, Italia Terra rossa $100,000 Singolare – Doppio                             | Johanna Larsson 6–3, 6–4                                       | Anna Tatišvili                              | Nastassja Burnett Romina Oprandi              | Barbora Záhlavová-Strýcová Irina Chromačëva Alexandra Cadanțu Edina Gallovits-Hall |
| 2 luglio  | Torneo Internazionale Regione Piemonte 2012 Biella, Italia Terra rossa $100,000 Singolare – Doppio                             | Eva Hrdinová Mervana Jugić-Salkić 1–6, 6–3, [10–8]             | Sandra Klemenschits Tatjana Maria           | Nastassja Burnett Romina Oprandi              | Barbora Záhlavová-Strýcová Irina Chromačëva Alexandra Cadanțu Edina Gallovits-Hall |
| 2 luglio  | Colorado International 2012 Denver, USA Cemento $50,000 Singolare – Doppio                                                     | Nicole Gibbs 6–2, 3–6, 6–4                                     | Julie Coin                                  | Gabriela Paz Rika Fujiwara                    | Marie-Ève Pelletier Jennifer Elie Madison Brengle Alexa Glatch                     |
| 2 luglio  | Colorado International 2012 Denver, USA Cemento $50,000 Singolare – Doppio                                                     | Marie-Ève Pelletier Shelby Rogers 6–3, 3–6, [12–10]            | Lauren Embree Nicole Gibbs                  | Gabriela Paz Rika Fujiwara                    | Marie-Ève Pelletier Jennifer Elie Madison Brengle Alexa Glatch                     |
| 2 luglio  | Reinert Open 2012 Versmold, Germania Terra rossa $50,000 Singolare – Doppio                                                    | Annika Beck 6–3, 6–1                                           | Anastasija Sevastova                        | Bibiane Schoofs Dinah Pfizenmaier             | Richèl Hogenkamp Kristina Mladenovic Anna Zaja Sarah Gronert                       |
| 2 luglio  | Reinert Open 2012 Versmold, Germania Terra rossa $50,000 Singolare – Doppio                                                    | Mailen Auroux María Irigoyen 6–1, 6–4                          | Elena Bogdan Réka-Luca Jani                 | Bibiane Schoofs Dinah Pfizenmaier             | Richèl Hogenkamp Kristina Mladenovic Anna Zaja Sarah Gronert                       |
| 2 luglio  | Open GDF SUEZ de la Porte du Hainaut 2012 Denain, Francia Terra rossa $25,000 Singolare – Doppio                               | Kristína Kučová 6–2, 1–6, 6–2                                  | Michaela Honcová                            | Ana Vrljić Pemra Özgen                        | Iryna Brémond Andreea Mitu Mrytille Georges Céline Ghesquière                      |
| 2 luglio  | Open GDF SUEZ de la Porte du Hainaut 2012 Denain, Francia Terra rossa $25,000 Singolare – Doppio                               | Myrtille Georges Céline Ghesquière 6–4, 6–2                    | Michaela Honcová Isabella Šinikova          | Ana Vrljić Pemra Özgen                        | Iryna Brémond Andreea Mitu Mrytille Georges Céline Ghesquière                      |
| 2 luglio  | Thermphos Challenger Zeeland 2012 Middelburg, Paesi Bassi Terra rossa $25,000 Singolare – Doppio                               | Kirsten Flipkens 6–1, 6–0                                      | Aravane Rezaï                               | Elena Bovina Yurika Sema                      | Catalina Pella Junri Namigata Valerija Solov'ëva Marina Mel'nikova                 |
| 2 luglio  | Thermphos Challenger Zeeland 2012 Middelburg, Paesi Bassi Terra rossa $25,000 Singolare – Doppio                               | Junri Namigata Yurika Sema 6–3, 6–1                            | Bernice van de Velde Angelique van der Meet | Elena Bovina Yurika Sema                      | Catalina Pella Junri Namigata Valerija Solov'ëva Marina Mel'nikova                 |
| 2 luglio  | Internazionali Città di Rovereto 2012 Rovereto, Italia Terra rossa $15,000 Singolare – Doppio                                  | Timea Bacsinszky 6–0, 6–2                                      | Anne Schäfer                                | Iryna Burjačok Agnesse Zucchini               | Estelle Guisard Ulrikke Eikeri Claudia Giovine Diana Buzean                        |
| 2 luglio  | Internazionali Città di Rovereto 2012 Rovereto, Italia Terra rossa $15,000 Singolare – Doppio                                  | Estelle Guisard Julia Mayr 6–3, 6–3                            | Diana Buzean Daniëlle Harmsen               | Iryna Burjačok Agnesse Zucchini               | Estelle Guisard Ulrikke Eikeri Claudia Giovine Diana Buzean                        |
| 2 luglio  | Qianhai Huzhu Tianyoude Cup 2012 Huzhu, Cina Terra rossa $15,000 Singolare – Doppio                                            | Liu Chang 6–3, 6–4                                             | Zhang Kailin                                | Zhou Xiao Tang Hao Chen                       | Zhu Ai Wen Chiaki Okadaue Tian Ran Hu Yueyue                                       |
| 2 luglio  | Qianhai Huzhu Tianyoude Cup 2012 Huzhu, Cina Terra rossa $15,000 Singolare – Doppio                                            | Li Yihong Zhang Kailin 3–6, 6–4, [10–6]                        | Tian Ran Wang Yafan                         | Zhou Xiao Tang Hao Chen                       | Zhu Ai Wen Chiaki Okadaue Tian Ran Hu Yueyue                                       |
| 2 luglio  | Hillside City Club Trio 2012 Istanbul, Turchia Cemento $10,000 Singolare – Doppio                                              | Melis Sezer 7–6(5), 6–4                                        | Sandra Roma                                 | Julija Stamatova Bermet Duvanaeva             | Ana Bogdan Alona Fomina Stephanie Scimone Başak Eraydın                            |
| 2 luglio  | Hillside City Club Trio 2012 Istanbul, Turchia Cemento $10,000 Singolare – Doppio                                              | Başak Eraydın Melis Sezer 6–1, 6–4                             | Elizabeth Fournier Brittany Wowchuk         | Julija Stamatova Bermet Duvanaeva             | Ana Bogdan Alona Fomina Stephanie Scimone Başak Eraydın                            |
| 2 luglio  | Iris Ladies Trophy 2012 Bruxelles, Belgio Terra rossa $10,000 Singolare – Doppio                                               | Natalija Ryžonkova 6–2, ritiro                                 | Karolina Wlodarczak                         | Elyne Boeykens Katharina Lehnert              | Silvia Njirić Chloé Paquet Daniela Seguel Carolin Daniels                          |
| 2 luglio  | Iris Ladies Trophy 2012 Bruxelles, Belgio Terra rossa $10,000 Singolare – Doppio                                               | Daniela Seguel Anna Smolina 2–6, 6–2, [10–7]                   | Elyne Boeykens Karolina Wlodarczak          | Elyne Boeykens Katharina Lehnert              | Silvia Njirić Chloé Paquet Daniela Seguel Carolin Daniels                          |
| 2 luglio  | ITF Women's Circuit Prokuplje 2 2012 Prokuplje, Serbia Terra rossa $10,000 Singolare – Doppio                                  | Viktorija Kan 6–1, 6–2                                         | Marija Moch                                 | Chantal Škamlová Ana Savić                    | Hülya Esen Viktória Malová Aleksandra Trifunovic Karin Morgošová                   |
| 2 luglio  | ITF Women's Circuit Prokuplje 2 2012 Prokuplje, Serbia Terra rossa $10,000 Singolare – Doppio                                  | Lucia Butkovská Viktorija Kan 6–0, 2–6, [10–7]                 | Lina Ǵorčeska Dalia Zafirova                | Chantal Škamlová Ana Savić                    | Hülya Esen Viktória Malová Aleksandra Trifunovic Karin Morgošová                   |
| 2 luglio  | ITF Women's Circuit New Delhi 3 2012 Nuova Delhi, India Cemento $10,000 Singolare – Doppio                                     | Miyabi Inoue 6–2, 6–2                                          | Ankita Raina                                | Rutuja Bhosale Yang Zhaoxuan                  | Katherine Ip Prerna Bhambri Vaniya Dangwal Shweta Rana                             |
| 2 luglio  | ITF Women's Circuit New Delhi 3 2012 Nuova Delhi, India Cemento $10,000 Singolare – Doppio                                     | Risa Hasegawa Miyabi Inoue 1–6, 7–5, [10–1]                    | Shweta Rana Prarthana Thombare              | Rutuja Bhosale Yang Zhaoxuan                  | Katherine Ip Prerna Bhambri Vaniya Dangwal Shweta Rana                             |
| 2 luglio  | Jolie Ville Golf Women's 3 2012 Sharm el-Sheikh, Egitto Terra rossa $10,000 Singolare – Doppio                                 | Anna Morgina 6–3, 6–1                                          | Kamila Kerimbajeva                          | Chan Wing-yau Sabrina Bamburac                | Zalina Khairudinova Abbie Myers Barbara Bonić Magy Aziz                            |
| 2 luglio  | Jolie Ville Golf Women's 3 2012 Sharm el-Sheikh, Egitto Terra rossa $10,000 Singolare – Doppio                                 | Chan Wing-yau Anna Morgina 6–1, 6–2                            | Magy Aziz Mora Eshak                        | Chan Wing-yau Sabrina Bamburac                | Zalina Khairudinova Abbie Myers Barbara Bonić Magy Aziz                            |
| 2 luglio  | Chang ITF Thailand Pro-Circuit 2 2012 Pattaya, Thailandia Cemento $10,000 Singolare – Doppio                                   | Luksika Kumkhum 6–2, 6–2                                       | Nungnadda Wannasuk                          | Ashley Keir Nicha Lertpitaksinchai            | Juan Ting-fei Anna Tjul'pa Mari Tanaka Napatsakorn Sankaew                         |
| 2 luglio  | Chang ITF Thailand Pro-Circuit 2 2012 Pattaya, Thailandia Cemento $10,000 Singolare – Doppio                                   | Eri Hozumi Mari Tanaka 4–6, 6–4, [12–10]                       | Tyra Calderwood Dianne Hollands             | Ashley Keir Nicha Lertpitaksinchai            | Juan Ting-fei Anna Tjul'pa Mari Tanaka Napatsakorn Sankaew                         |
| 2 luglio  | Bella Cup 2012 Toruń, Polonia Terra rossa $25,000 Singolare – Doppio                                                           | Danka Kovinić 6–3, 4–6, 6–3                                    | Paula Kania                                 | Katerina Kramperová Zuzana Zlochová           | Sylwia Zagórska Nadežda Kičenok Diāna Marcinkēviča Anna Schmiedlová                |
| 2 luglio  | Bella Cup 2012 Toruń, Polonia Terra rossa $25,000 Singolare – Doppio                                                           | Katerina Kramperová Martina Kubicíková 1–6, 6–3, [10–4]        | Katarzyna Piter Barbara Sobaszkiewicz       | Katerina Kramperová Zuzana Zlochová           | Sylwia Zagórska Nadežda Kičenok Diāna Marcinkēviča Anna Schmiedlová                |
| 9 luglio  | Open GDF SUEZ de Biarritz 2012 Biarritz, Francia Terra rossa $100,000 Singolare – Doppio                                       | Romina Oprandi 7–5, 7–5                                        | Mandy Minella                               | Pauline Parmentier Arantxa Rus                | Eva Birnerová Virginie Razzano Magdaléna Rybáriková Mervana Jugić-Salkić           |
| 9 luglio  | Open GDF SUEZ de Biarritz 2012 Biarritz, Francia Terra rossa $100,000 Singolare – Doppio                                       | Séverine Beltrame Laura Thorpe 6–2, 6–3                        | Lara Arruabarrena Vecino Mónica Puig        | Pauline Parmentier Arantxa Rus                | Eva Birnerová Virginie Razzano Magdaléna Rybáriková Mervana Jugić-Salkić           |
| 9 luglio  | ITF Women's Circuit Yakima 2012 Yakima, Stati Uniti Cemento $50,000 Singolare – Doppio                                         | Shelby Rogers 6–4, 6(3)–7, 6–3                                 | Samantha Crawford                           | Zhou Yimiao Mayo Hibi                         | Irena Pavlović Madison Keys Victoria Larrière Madison Brengle                      |
| 9 luglio  | ITF Women's Circuit Yakima 2012 Yakima, Stati Uniti Cemento $50,000 Singolare – Doppio                                         | Samantha Crawford Madison Keys 6–3, 2–6, [12–10]               | Xu Yifan Zhou Yimiao                        | Zhou Yimiao Mayo Hibi                         | Irena Pavlović Madison Keys Victoria Larrière Madison Brengle                      |
| 9 luglio  | Cooper Challenger 2012 Waterloo, Canada Terra rossa $50,000 Singolare – Doppio                                                 | Sharon Fichman 6–3, 6–2                                        | Julia Glushko                               | Chieh-yu Hsu Marie-Ève Pelletier              | Nika Kucharčuk Misa Eguchi Rika Fujiwara Nicole Rottmann                           |
| 9 luglio  | Cooper Challenger 2012 Waterloo, Canada Terra rossa $50,000 Singolare – Doppio                                                 | Sharon Fichman Marie-Ève Pelletier 6–2, 7–5                    | Shūko Aoyama Gabriela Dabrowski             | Chieh-yu Hsu Marie-Ève Pelletier              | Nika Kucharčuk Misa Eguchi Rika Fujiwara Nicole Rottmann                           |
| 9 luglio  | Schönbusch Open 2012 Aschaffenburg, Germania Terra rossa $25,000 Singolare - Doppio                                            | Anna-Lena Friedsam 6–4, 2–6, 6–4                               | Kathrin Wörle                               | Anna Schmiedlová Réka-Luca Jani               | Anastasija Pivovarova Florencia Molinero Jana Čepelová Elena Bogdan                |
| 9 luglio  | Schönbusch Open 2012 Aschaffenburg, Germania Terra rossa $25,000 Singolare - Doppio                                            | Florencia Molinero Stephanie Vogt 6–3, 7–6(3)                  | Malou Ejdesgaard Réka-Luca Jani             | Anna Schmiedlová Réka-Luca Jani               | Anastasija Pivovarova Florencia Molinero Jana Čepelová Elena Bogdan                |
| 9 luglio  | Zwevegem Ladies Open 2012 Zwevegem, Belgio Terra rossa $25,000 Singolare - Doppio                                              | Anastasija Sevastova 6–0, 6–3                                  | Çağla Büyükakçay                            | Kristína Kučová Sandra Zaniewska              | Angelique van der Meet Maryna Zanevs'ka Kirsten Flipkens Aleksandrina Najdenova    |
| 9 luglio  | Zwevegem Ladies Open 2012 Zwevegem, Belgio Terra rossa $25,000 Singolare - Doppio                                              | Mihaela Buzărnescu Nicola Geuer 7–6(5), 1–6, [10–4]            | Kim Kilsdonk Nicolette van Uitert           | Kristína Kučová Sandra Zaniewska              | Angelique van der Meet Maryna Zanevs'ka Kirsten Flipkens Aleksandrina Najdenova    |
| 9 luglio  | Qianhai Huzhu Tianyoude Cup 2 2012 Huzhu, Cina Terra rossa $15,000 Singolare - Doppio                                          | Wen Xin 3–6, 6–2, 6–1                                          | Sun Hongrui                                 | Wang Yafan Guo Lu                             | Tang Hao Chen Lu Xiao Jing Liu Chang Hu Yueyue                                     |
| 9 luglio  | Qianhai Huzhu Tianyoude Cup 2 2012 Huzhu, Cina Terra rossa $15,000 Singolare - Doppio                                          | Li Ting Liang Chen 7–5, 3–6, [10–6]                            | Li Yihong Tian Ran                          | Wang Yafan Guo Lu                             | Tang Hao Chen Lu Xiao Jing Liu Chang Hu Yueyue                                     |
| 9 luglio  | Trofeo Mabo 2012 Torino, Italia Terra rossa $10,000 Singolare - Doppio                                                         | Estelle Guisard 6–4, 6–4                                       | Angelica Moratelli                          | Alice Moroni Jelena Šimić                     | Lisa Sabino Csilla Borsányi Federica Quercia Jade Suvrijn                          |
| 9 luglio  | Trofeo Mabo 2012 Torino, Italia Terra rossa $10,000 Singolare - Doppio                                                         | Lucía Cervera-Vázquez Despina Papamichail 3–6, 6–3, [10–6]     | Estelle Guisard Katharina Negrin            | Alice Moroni Jelena Šimić                     | Lisa Sabino Csilla Borsányi Federica Quercia Jade Suvrijn                          |
| 9 luglio  | Lacoste Dalyan Cup 2012 Istanbul, Turchia Cemento $10,000 Singolare - Doppio                                                   | Başak Eraydın 5–7, 6–4, 6–1                                    | Tatiana Búa                                 | Zuzana Zlochová Elisabeth Fournier            | Olga Sáez Larra Akari Inoue Polina Lejkina Silvia García Jiménez                   |
| 9 luglio  | Lacoste Dalyan Cup 2012 Istanbul, Turchia Cemento $10,000 Singolare - Doppio                                                   | Akari Inoue Kaori Onishi 6–1, 6–1                              | Yuka Higuchi Hirono Watanabe                | Zuzana Zlochová Elisabeth Fournier            | Olga Sáez Larra Akari Inoue Polina Lejkina Silvia García Jiménez                   |
| 9 luglio  | Trofeul Municipiului Iași 2012 Iași, Romania Terra rossa $10,000 Singolare - Doppio                                            | Patricia Maria Țig 6–2, 3–6, 6–4                               | Raluca Elena Platon                         | Martina Kubičíková Gabriela Talaba            | Laura Enea Stefania Hristov Viktorija Tomova Anastasia Vdovenco                    |
| 9 luglio  | Trofeul Municipiului Iași 2012 Iași, Romania Terra rossa $10,000 Singolare - Doppio                                            | Alexandra Damaschin Patricia Maria Țig 6–3, 3–6, [11–9]        | Martina Kubičíková Tereza Malíková          | Martina Kubičíková Gabriela Talaba            | Laura Enea Stefania Hristov Viktorija Tomova Anastasia Vdovenco                    |
| 9 luglio  | ITF Women's Circuit Pattaya 2012 Pattaya, Thailandia Cemento $10,000 Singolare - Doppio                                        | Nungnadda Wannasuk 6–4, 4–6, 6–4                               | Jang Su Jeong                               | Miharu Imanishi Lavinia Tananta               | Chan Wing-yau Peangtarn Plipuech Anna Tjul'pa Zhu Lin                              |
| 9 luglio  | ITF Women's Circuit Pattaya 2012 Pattaya, Thailandia Cemento $10,000 Singolare - Doppio                                        | Yurina Koshino Yumi Miyazaki 6–4, 6–3                          | Kamonwan Buayam Deng Meng Ning              | Miharu Imanishi Lavinia Tananta               | Chan Wing-yau Peangtarn Plipuech Anna Tjul'pa Zhu Lin                              |
| 16 luglio | BCR Open Romania Ladies 2012 Bucarest, Romania Terra rossa $100,000+H Singolare – Doppio                                       | María-Teresa Torró-Flor 6–3, 4–6, 6–4                          | Garbiñe Muguruza                            | Alizé Cornet Alexandra Cadanțu                | Laura Pous Tió Irina-Camelia Begu Pauline Parmentier Lara Arruabarrena Vecino      |
| 16 luglio | BCR Open Romania Ladies 2012 Bucarest, Romania Terra rossa $100,000+H Singolare – Doppio                                       | Irina-Camelia Begu Alizé Cornet 6–2, 6–0                       | Elena Bogdan Ioana Raluca Olaru             | Alizé Cornet Alexandra Cadanțu                | Laura Pous Tió Irina-Camelia Begu Pauline Parmentier Lara Arruabarrena Vecino      |
| 16 luglio | Open 88 Contrexéville 2012 Contrexéville, Francia Terra rossa $50,000 Singolare – Doppio                                       | Aravane Rezaï 6–3, 2–6, 6–3                                    | Yvonne Meusburger                           | Kristina Mladenovic Kirsten Flipkens          | Charlène Seateun Kathrin Wörle Sandra Zaniewska Julija Bejhel'zymer                |
| 16 luglio | Open 88 Contrexéville 2012 Contrexéville, Francia Terra rossa $50,000 Singolare – Doppio                                       | Julija Bejhel'zymer Renata Voráčová 6–1, 6–1                   | Tereza Mrdeža Silvia Njirić                 | Kristina Mladenovic Kirsten Flipkens          | Charlène Seateun Kathrin Wörle Sandra Zaniewska Julija Bejhel'zymer                |
| 16 luglio | Viccourt Cup 2012 Donec'k, Ucraina Cemento $50,000 Singolare – Doppio                                                          | Vesna Dolonc 6–2, 6–3                                          | Maria João Koehler                          | Marta Domachowska Elina Svitolina             | Andrea Hlaváčková Alla Kudrjavceva Ekaterina Ivanova Valentina Ivachnenko          |
| 16 luglio | Viccourt Cup 2012 Donec'k, Ucraina Cemento $50,000 Singolare – Doppio                                                          | Ljudmyla Kičenok Nadežda Kičenok 6–2, 7–5                      | Valentina Ivachnenko Kateryna Kozlova       | Marta Domachowska Elina Svitolina             | Andrea Hlaváčková Alla Kudrjavceva Ekaterina Ivanova Valentina Ivachnenko          |
| 16 luglio | Astana Womens 3 2012 Astana, Kazakistan Cemento $25,000 Singolare - Doppio                                                     | Luksika Kumkhum 3–6, 6–3, 6–3                                  | Nudnida Luangnam                            | Ksenija Milevskaja Nigina Abduraimova         | Ksenija Kirillova Veronika Kapšaj Anna Danilina Vlada Ėkšibarova                   |
| 16 luglio | Astana Womens 3 2012 Astana, Kazakistan Cemento $25,000 Singolare - Doppio                                                     | Luksika Kumkhum Varatchaya Wongteanchai 6–2, 6–4               | Veronika Kapšaj Ekaterina Jašina            | Ksenija Milevskaja Nigina Abduraimova         | Ksenija Kirillova Veronika Kapšaj Anna Danilina Vlada Ėkšibarova                   |
| 16 luglio | AEGON Pro Series Foxhills 2012 Woking-Foxhills, Regno Unito Cemento $25,000 Singolare - Doppio                                 | Sarah Gronert 6–2, 6–3                                         | Diāna Marcinkēviča                          | Tara Moore Ons Jabeur                         | Daneika Borthwick Corinna Dentoni Naomi Broady Verónica Cepede Royg                |
| 16 luglio | AEGON Pro Series Foxhills 2012 Woking-Foxhills, Regno Unito Cemento $25,000 Singolare - Doppio                                 | Nicha Lertpitaksinchai Peangtarn Plipuech 6–2, 7–5             | Ivonne Cavallé-Reimers Nicola Slater        | Tara Moore Ons Jabeur                         | Daneika Borthwick Corinna Dentoni Naomi Broady Verónica Cepede Royg                |
| 16 luglio | Internazionali di Imola 2012 Imola, Italia Sintetico $25,000 Singolare - Doppio                                                | Federica di Sarra 6–4, 6–2                                     | Julia Mayr                                  | Iryna Burjačok Amanda Carreras                | Giulia Gatto-Monticone Gioia Barbieri Tadeja Majerič Claudia Giovine               |
| 16 luglio | Internazionali di Imola 2012 Imola, Italia Sintetico $25,000 Singolare - Doppio                                                | Alice Balducci Federica di Sarra Walkover                      | Tadeja Majerič Marina Mel'nikova            | Iryna Burjačok Amanda Carreras                | Giulia Gatto-Monticone Gioia Barbieri Tadeja Majerič Claudia Giovine               |
| 16 luglio | Darmstadt Tennis International 2012 Darmstadt, Germania Terra rossa $25,000 Singolare - Doppio                                 | Laura Siegemund 7–6(7), 6–3                                    | Anna Schmiedlová                            | Maša Zec-Peškirič Vojislava Lukić             | Jana Čepelová Anastasija Pivovarova Anna Floris Anna Zaja                          |
| 16 luglio | Darmstadt Tennis International 2012 Darmstadt, Germania Terra rossa $25,000 Singolare - Doppio                                 | Julia Kimmelmann Antonia Lottner 6–3, 6–1                      | Martina Borecká Petra Krejsová              | Maša Zec-Peškirič Vojislava Lukić             | Jana Čepelová Anastasija Pivovarova Anna Floris Anna Zaja                          |
| 16 luglio | Women's Hospital Classic 2012 Evansville, Stati Uniti Cemento $10,000 Singolare - Doppio                                       | Mallory Burdette 6–1, 6–2                                      | Duan Yingying                               | Allie Will Julia Elbaba                       | Lee Hua-chen Alyssa Grace Smith Bojana Bobusic Xu Yifan                            |
| 16 luglio | Women's Hospital Classic 2012 Evansville, Stati Uniti Cemento $10,000 Singolare - Doppio                                       | Duan Yingying Xu Yifan 6–2, 6–3                                | Mallory Burdette Natalie Pluskota           | Allie Will Julia Elbaba                       | Lee Hua-chen Alyssa Grace Smith Bojana Bobusic Xu Yifan                            |
| 16 luglio | Knokke Zoute Ladies Open 2012 Knokke, Belgio Terra rossa $10,000 Singolare - Doppio                                            | Jessica Moore 6–1, 7–6(4)                                      | Ysaline Bonaventure                         | Sofie Oyen Katharina Lehnert                  | Caitlin Whoriskey Claudine Schaul Natalija Ryžonkova Jade Suvrijn                  |
| 16 luglio | Knokke Zoute Ladies Open 2012 Knokke, Belgio Terra rossa $10,000 Singolare - Doppio                                            | Beatriz Morales Hernández Alexandra Nancarrow 6–1, 4–6, [10–6] | Tatiana Búa Margarida Moura                 | Sofie Oyen Katharina Lehnert                  | Caitlin Whoriskey Claudine Schaul Natalija Ryžonkova Jade Suvrijn                  |
| 16 luglio | ITF Women's Circuit Istanbul 3 2012 Istanbul, Turchia Cemento $10,000 Singolare - Doppio                                       | Başak Eraydın 6–3, 6–0                                         | Julija Kalabina                             | Mari Tanaka Polina Lejkina                    | Elena Cerezo Codina Agni Stefanou Alix Collombon Akari Inoue                       |
| 16 luglio | ITF Women's Circuit Istanbul 3 2012 Istanbul, Turchia Cemento $10,000 Singolare - Doppio                                       | Yurina Koshino Mari Tanaka 7–5, 6(2)–7, [10–8]                 | Akari Inoue Kaori Onishi                    | Mari Tanaka Polina Lejkina                    | Elena Cerezo Codina Agni Stefanou Alix Collombon Akari Inoue                       |
| 16 luglio | Challenger Banque Nationale de Granby 2012 Granby, Canada Cemento $25,000 Singolare - Doppio                                   | Eugenie Bouchard 6–2, 5–2, rit.                                | Stéphanie Dubois                            | Julia Glushko Julie Coin                      | Aiko Nakamura Gabriela Dabrowski Marie-Ève Pelletier Alison Riske                  |
| 16 luglio | Challenger Banque Nationale de Granby 2012 Granby, Canada Cemento $25,000 Singolare - Doppio                                   | Sharon Fichman Marie-Ève Pelletier 4–6, 7–5, [10–4]            | Shūko Aoyama Miki Miyamura                  | Julia Glushko Julie Coin                      | Aiko Nakamura Gabriela Dabrowski Marie-Ève Pelletier Alison Riske                  |
| 16 luglio | MasterCard Tennis Cup 2012 Campos do Jordão, Brasile Cemento $25,000 Singolare - Doppio                                        | María Irigoyen 7–5, 6–0                                        | Donna Vekić                                 | Paula Cristina Gonçalves Ulrikke Eikeri       | Maria Fernanda Alves Roxane Vaisemberg Beatriz Haddad Maia Ximena Hermoso          |
| 16 luglio | MasterCard Tennis Cup 2012 Campos do Jordão, Brasile Cemento $25,000 Singolare - Doppio                                        | Monique Adamczak Maria Fernanda Alves 4–6, 6–3, [10–3]         | Paula Cristina Gonçalves Roxane Vaisemberg  | Paula Cristina Gonçalves Ulrikke Eikeri       | Maria Fernanda Alves Roxane Vaisemberg Beatriz Haddad Maia Ximena Hermoso          |
| 16 luglio | Country Club Cochabamba Cup 2012 Cochabamba, Bolivia Terra rossa $10,000 Singolare - Doppio                                    | Patricia Iveth Ku Flores 6–0, 6–4                              | Victoria Lozano                             | Gabriela Coglitore Samira Giger               | Sofia Luini Francesca Rescaldani Camila Silva Katherine Miranda Chang              |
| 16 luglio | Country Club Cochabamba Cup 2012 Cochabamba, Bolivia Terra rossa $10,000 Singolare - Doppio                                    | Jazmin Britos Katherine Miranda Chang 3–6, 7–5, [10–5]         | Victoria Lozano Camila Silva                | Gabriela Coglitore Samira Giger               | Sofia Luini Francesca Rescaldani Camila Silva Katherine Miranda Chang              |
| 23 luglio | President's Cup 2012 Astana, Kazakistan Cemento $100,000 Singolare – Doppio                                                    | Maria João Koehler 7–5, 6–2                                    | Marta Sirotkina                             | Paula Kania Sofia Shapatava                   | Ekaterina Byčkova Çağla Büyükakçay Dinah Pfizenmaier Luksika Kumkhum               |
| 23 luglio | President's Cup 2012 Astana, Kazakistan Cemento $100,000 Singolare – Doppio                                                    | Oksana Kalašnikova Marta Sirotkina 3–6, 6–4, [10–2]            | Ljudmyla Kičenok Nadežda Kičenok            | Paula Kania Sofia Shapatava                   | Ekaterina Byčkova Çağla Büyükakçay Dinah Pfizenmaier Luksika Kumkhum               |
| 23 luglio | ITS Cup 2012 Olomouc, Repubblica Ceca Terra rossa $100,000 Singolare – Doppio                                                  | María-Teresa Torró-Flor 6–2, 6–3                               | Alexandra Cadanțu                           | Yvonne Meusburger Corinna Dentoni             | Tatjana Maria Maria Elena Camerin Mădălina Gojnea Mónica Puig                      |
| 23 luglio | ITS Cup 2012 Olomouc, Repubblica Ceca Terra rossa $100,000 Singolare – Doppio                                                  | Inés Ferrer Suárez Richèl Hogenkamp 6–2, 7–6(4)                | Julija Bejhel'zymer Renata Voráčová         | Yvonne Meusburger Corinna Dentoni             | Tatjana Maria Maria Elena Camerin Mădălina Gojnea Mónica Puig                      |
| 23 luglio | Fifth Third Bank Tennis Championships 2012 Lexington, Stati Uniti Cemento $50,000 Singolare – Doppio                           | Julia Glushko 6–3, 6–0                                         | Johanna Konta                               | Madison Keys Misaki Doi                       | Mallory Burdette Bethanie Mattek-Sands Bojana Bobusic Shelby Rogers                |
| 23 luglio | Fifth Third Bank Tennis Championships 2012 Lexington, Stati Uniti Cemento $50,000 Singolare – Doppio                           | Shūko Aoyama Xu Yifan 7–5, 6(4)–7, [10–4]                      | Julia Glushko Olivia Rogowska               | Madison Keys Misaki Doi                       | Mallory Burdette Bethanie Mattek-Sands Bojana Bobusic Shelby Rogers                |
| 23 luglio | AEGON Pro Series Wrexham 2012 Wrexham, Regno Unito Cemento $25,000 Singolare - Doppio                                          | Carina Witthöft 6–2, 6(4)–7, 6–2                               | Donna Vekić                                 | Nicola Geuer Adriana Pérez                    | Justyna Jegiołka Nicha Lertpitaksinchai Diāna Marcinkēviča Peangtarn Plipuech      |
| 23 luglio | AEGON Pro Series Wrexham 2012 Wrexham, Regno Unito Cemento $25,000 Singolare - Doppio                                          | Nicole Rottmann Lenka Wienerová 6–1, 6–1                       | Yuka Higuchi Hirono Watanabe                | Nicola Geuer Adriana Pérez                    | Justyna Jegiołka Nicha Lertpitaksinchai Diāna Marcinkēviča Peangtarn Plipuech      |
| 23 luglio | Open GDF SUEZ des Contamines-Montjoie 2012 Les Contamines-Montjoie, Francia Cemento $25,000 Singolare - Doppio                 | Séverine Beltrame 6–2, 6–2                                     | Tereza Mrdeža                               | Timea Bacsinszky Anna Remondina               | Estelle Guisard Dalila Jakupovič Sarah-Rebecca Sekulic Akiko Ōmae                  |
| 23 luglio | Open GDF SUEZ des Contamines-Montjoie 2012 Les Contamines-Montjoie, Francia Cemento $25,000 Singolare - Doppio                 | Conny Perrin Maša Zec-Peškirič 2–6, 6–4, [10–5]                | Timea Bacsinszky Estelle Guisard            | Timea Bacsinszky Anna Remondina               | Estelle Guisard Dalila Jakupovič Sarah-Rebecca Sekulic Akiko Ōmae                  |
| 23 luglio | New Orlean's Women's International Tennis Classic 2012 New Orleans, Stati Uniti Cemento $10,000 Singolare - Doppio             | Julia Elbaba 7–5, 4–6, 6–3                                     | Lee Hua-chen                                | Jacqueline Cako Federica Grazioso             | Sachie Ishizu Zoe Gwen Scandalis Noel Scott Anastasija Charčenko                   |
| 23 luglio | New Orlean's Women's International Tennis Classic 2012 New Orleans, Stati Uniti Cemento $10,000 Singolare - Doppio             | Macall Harkins Zoe Gwen Scandalis 7–5, 6–2                     | Roxanne Ellison Sierra Ellison              | Jacqueline Cako Federica Grazioso             | Sachie Ishizu Zoe Gwen Scandalis Noel Scott Anastasija Charčenko                   |
| 23 luglio | Bad Waltersdorf Open 2012 Bad Waltersdorf, Austria Terra rossa $10,000 Singolare - Doppio                                      | Julia Mayr 6–3, 6–3                                            | Zuzana Zálabská                             | Réka-Luca Jani Yvonne Neuwirth                | Kateřina Vaňková Elixane Lechemia Klára Fabíková Janina Toljan                     |
| 23 luglio | Bad Waltersdorf Open 2012 Bad Waltersdorf, Austria Terra rossa $10,000 Singolare - Doppio                                      | Réka-Luca Jani Christina Shakovets 6–2, 6–0                    | Alexandra Nancarrow Katharina Negrin        | Réka-Luca Jani Yvonne Neuwirth                | Kateřina Vaňková Elixane Lechemia Klára Fabíková Janina Toljan                     |
| 23 luglio | Olaraga Cup 2012 (Sunshine Futures 2011) Viserba, Italia Terra rossa $10,000 Singolare - Doppio                                | Gioia Barbieri 6–4, 6–4                                        | Yuliana Lizarazo                            | Milana Špremo Catalina Pella                  | Federica Quercia Francesca Gariglio Erika Zanchetta Agnese Zucchini                |
| 23 luglio | Olaraga Cup 2012 (Sunshine Futures 2011) Viserba, Italia Terra rossa $10,000 Singolare - Doppio                                | Maria Masini Catalina Pella 6–1, 6–2                           | Clelia Melena Alice Moroni                  | Milana Špremo Catalina Pella                  | Federica Quercia Francesca Gariglio Erika Zanchetta Agnese Zucchini                |
| 23 luglio | GD Tennis Cup 3 2012 Smirne, Turchia Cemento $10,000 Singolare - Doppio                                                        | Miyabi Inoue 0–6, 7–5, 7–5                                     | Zuzana Zlochová                             | Mari Tanaka Natia Gegia                       | Kaori Onishi Olga Parres Azcoitia Ana Bogdan Aleksandra Zenovka                    |
| 23 luglio | GD Tennis Cup 3 2012 Smirne, Turchia Cemento $10,000 Singolare - Doppio                                                        | Akari Inoue Kaori Onishi 6–2, 1–6, [10–4]                      | Jana Sizikova Zuzana Zlochová               | Mari Tanaka Natia Gegia                       | Kaori Onishi Olga Parres Azcoitia Ana Bogdan Aleksandra Zenovka                    |
| 23 luglio | BMW AHG Cup 2012 Horb am Neckar, Germania Terra rossa $10,000 Singolare - Doppio                                               | Laura Siegemund 6–3, 6–0                                       | Gaia Sanesi                                 | Vivian Heisen Natela Dzalamidze               | Laura Schäder Aminat Kushkhova Yana Morderger Verena Schmid                        |
| 23 luglio | BMW AHG Cup 2012 Horb am Neckar, Germania Terra rossa $10,000 Singolare - Doppio                                               | Emma Hayman Jade Schoelink 2–6, 6–3, [10–7]                    | Carolin Daniels Dejana Raickovic            | Vivian Heisen Natela Dzalamidze               | Laura Schäder Aminat Kushkhova Yana Morderger Verena Schmid                        |
| 23 luglio | Naftna Industrija Srbije Palic Open 2012 (ITF Women's Circuit Palic 2011) Palić, Serbia Terra rossa $10,000 Singolare - Doppio | Viktorija Kan 6–1, 6–4                                         | Doroteja Erić                               | Dunja Šunkić Camelia Hristea                  | Tereza Malíková Karin Morgošová Ágnes Butka Dejana Radanović                       |
| 23 luglio | Naftna Industrija Srbije Palic Open 2012 (ITF Women's Circuit Palic 2011) Palić, Serbia Terra rossa $10,000 Singolare - Doppio | Karin Morgošová Lenka Tvarošková 5–7, 6–4, [10–8]              | Csilla Borsányi Ágnes Butka                 | Dunja Šunkić Camelia Hristea                  | Tereza Malíková Karin Morgošová Ágnes Butka Dejana Radanović                       |
| 23 luglio | Maaseik Open 2012 Maaseik, Belgio Terra rossa $10,000 Singolare - Doppio                                                       | Ysaline Bonaventure 6–2, 6–1                                   | Natalija Orlova                             | Clothilde de Bernardi Manon Arcangioli        | Kelly Versteeg Jessica Moore Sofie Oyen Justine de Sutter                          |
| 23 luglio | Maaseik Open 2012 Maaseik, Belgio Terra rossa $10,000 Singolare - Doppio                                                       | Kim Kilsdonk Nicolette van Uitert 6–4, 6–0                     | Brynn Boren Shelby Talcott                  | Clothilde de Bernardi Manon Arcangioli        | Kelly Versteeg Jessica Moore Sofie Oyen Justine de Sutter                          |
| 23 luglio | Tampere Open 2012 Tampere, Finlandia Terra rossa $10,000 Singolare - Doppio                                                    | Sandra Roma 7–5, 6–2                                           | Alena Tarasova                              | Aleksandra Romanova Bianca Koch               | Amandine Cazeaux Ljubov Vasil'eva Carmen López-Rueda Anouk Tigu                    |
| 23 luglio | Tampere Open 2012 Tampere, Finlandia Terra rossa $10,000 Singolare - Doppio                                                    | Olga Brózda Anouk Tigu 6–4, 6–3                                | Nikola Horáková Julija Valetova             | Aleksandra Romanova Bianca Koch               | Amandine Cazeaux Ljubov Vasil'eva Carmen López-Rueda Anouk Tigu                    |
| 23 luglio | Copa Club The Strongest 2012 (ITF Women's Circuit La Paz 2011) La Paz, Bolivia Terra rossa $10,000 Singolare - Doppio          | Guadalupe Moreno 7–5, 6–3                                      | Cecilia Costa Melgar                        | Patricia Iveth Ku Flores Ingrid Vargas Calvo  | Sofia Luini Katherine Miranda Chang Gabriela Coglitore Francesca Rescaldani        |
| 23 luglio | Copa Club The Strongest 2012 (ITF Women's Circuit La Paz 2011) La Paz, Bolivia Terra rossa $10,000 Singolare - Doppio          | Victoria Lozano Camila Silva 6–3, 6–2                          | Gabriela Coglitore Guadalupe Moreno         | Patricia Iveth Ku Flores Ingrid Vargas Calvo  | Sofia Luini Katherine Miranda Chang Gabriela Coglitore Francesca Rescaldani        |
| 23 luglio | ITF Women's Circuit Sao Jose Do Rio Preto 2012 São José do Rio Preto, Brasile Terra rossa $25,000 Singolare - Doppio           | Florencia Molinero 6–3, 6–4                                    | María Irigoyen                              | María Fernanda Álvarez Terán Monique Adamczak | Roxane Vaisemberg Fernanda Brito Ana-Clara Duarte Ximena Hermoso                   |
| 23 luglio | ITF Women's Circuit Sao Jose Do Rio Preto 2012 São José do Rio Preto, Brasile Terra rossa $25,000 Singolare - Doppio           | Mailen Auroux María Irigoyen 6–1, 7–6(1)                       | Aranza Salut Carolina Zeballos              | María Fernanda Álvarez Terán Monique Adamczak | Roxane Vaisemberg Fernanda Brito Ana-Clara Duarte Ximena Hermoso                   |
| 30 luglio | Odlum Brown Vancouver Open 2012 Vancouver, Canada Cemento $100,000 Singolare – Doppio                                          | Mallory Burdette 6–3, 6–0                                      | Jessica Pegula                              | Julia Glushko Chichi Scholl                   | Julia Boserup Madison Keys Monique Adamczak Olivia Rogowska                        |
| 30 luglio | Odlum Brown Vancouver Open 2012 Vancouver, Canada Cemento $100,000 Singolare – Doppio                                          | Julia Glushko Olivia Rogowska 6–4, 5–7, [10–7]                 | Jacqueline Cako Natalie Pluskota            | Julia Glushko Chichi Scholl                   | Julia Boserup Madison Keys Monique Adamczak Olivia Rogowska                        |
| 30 luglio | Empire Trnava Cup 2012 Trnava, Slovacchia Terra rossa $50,000 Singolare – Doppio                                               | Anastasija Sevastova Walkover                                  | Ana Savić                                   | Nastassja Burnett Valerija Savinych           | Dia Evtimova Bibiane Schoofs Bianca Botto Elica Kostova                            |
| 30 luglio | Empire Trnava Cup 2012 Trnava, Slovacchia Terra rossa $50,000 Singolare – Doppio                                               | Elena Bogdan Renata Voráčová 7–6(2), 6–4                       | Marta Domachowska Sandra Klemenschits       | Nastassja Burnett Valerija Savinych           | Dia Evtimova Bibiane Schoofs Bianca Botto Elica Kostova                            |
| 30 luglio | Knoll Open 2012 Bad Saulgau, Germania Terra rossa $25,000 Singolare - Doppio                                                   | Mervana Jugić-Salkić 6–2, 6–4                                  | Carina Witthöft                             | Anne Schäfer Sandra Záhlavová                 | Sarah Gronert Dalila Jakupovič Estelle Guisard Rocío de la Torre-Sánchez           |
| 30 luglio | Knoll Open 2012 Bad Saulgau, Germania Terra rossa $25,000 Singolare - Doppio                                                   | Rocío de la Torre-Sánchez Nicole Rottmann 7–5, 6–1             | Anastasija Pivovarova Laura Thorpe          | Anne Schäfer Sandra Záhlavová                 | Sarah Gronert Dalila Jakupovič Estelle Guisard Rocío de la Torre-Sánchez           |
| 30 luglio | Rebecq Ladies Trophy 2012 Rebecq, Belgio Terra rossa $25,000 Singolare - Doppio                                                | Kirsten Flipkens 6–2, 6–1                                      | Myrtille Georges                            | Angelique van der Meet Marina Mel'nikova      | Anastasia Grymalska Constance Sibille Isabella Šinikova Corinna Dentoni            |
| 30 luglio | Rebecq Ladies Trophy 2012 Rebecq, Belgio Terra rossa $25,000 Singolare - Doppio                                                | Diana Buzean Daniëlle Harmsen 6–4, 6–2                         | Lesley Kerkhove Marina Mel'nikova           | Angelique van der Meet Marina Mel'nikova      | Anastasia Grymalska Constance Sibille Isabella Šinikova Corinna Dentoni            |
| 30 luglio | Moscow Open 2012 Mosca, Russia Terra rossa $25,000 Singolare - Doppio                                                          | Julija Kalabina 3–6, 6–3, 6–4                                  | Mayya Katsitadze                            | Kateryna Kozlova Pemra Özgen                  | Valerija Solov'ëva Al'ona Sotnikova Polina Pekhova Tatiana Kotelnikova             |
| 30 luglio | Moscow Open 2012 Mosca, Russia Terra rossa $25,000 Singolare - Doppio                                                          | Arina Rodionova Valerija Solov'ëva 6–3, 6–3                    | Evgenija Paškova Anastasіja Vasyl'jeva      | Kateryna Kozlova Pemra Özgen                  | Valerija Solov'ëva Al'ona Sotnikova Polina Pekhova Tatiana Kotelnikova             |
| 30 luglio | ITF Ladies Future Vienna 2012 Vienna, Austria Terra rossa $10,000 Singolare - Doppio                                           | Barbara Haas 6–1, 6–4                                          | Amandine Hesse                              | Elixane Lechemia Christina Shakovets          | Janina Toljan Ekaterina Aleksandrova Yvonne Neuwirth Karla Popović                 |
| 30 luglio | ITF Ladies Future Vienna 2012 Vienna, Austria Terra rossa $10,000 Singolare - Doppio                                           | Natela Dzalamidze Anna Škudun 6–4, 7–5                         | Sofija Kovalec Christina Shakovets          | Elixane Lechemia Christina Shakovets          | Janina Toljan Ekaterina Aleksandrova Yvonne Neuwirth Karla Popović                 |
| 30 luglio | AEGON Pro Series Wrexham 2 2012 Wrexham, Regno Unito Cemento $10,000 Singolare - Doppio                                        | Chiaki Okadaue 2–6, 7–6(6), 6–4                                | Jade Windley                                | Melanie South Mai Minokoshi                   | Yuka Higuchi Anna Fitzpatrick Amy Bowtell Lisa Whybourn                            |
| 30 luglio | AEGON Pro Series Wrexham 2 2012 Wrexham, Regno Unito Cemento $10,000 Singolare - Doppio                                        | Yuka Higuchi Hirono Watanabe 6–0, 2–6, [10–8]                  | Carolina Betancourt Elisabeth Fournier      | Melanie South Mai Minokoshi                   | Yuka Higuchi Anna Fitzpatrick Amy Bowtell Lisa Whybourn                            |
| 30 luglio | ITF Women's Circuit Ankara 2012 Ankara, Turchia Cemento $10,000 Singolare - Doppio                                             | Laura-Ioana Andrei 6–1, 6–0                                    | Sabina Sharipova                            | Ana Bogdan Kanae Hisami                       | Zuzana Zlochová Rishika Sunkara Natia Gegia Miyabi Inoue                           |
| 30 luglio | ITF Women's Circuit Ankara 2012 Ankara, Turchia Cemento $10,000 Singolare - Doppio                                             | Laura-Ioana Andrei Zuzana Zlochová 4–6, 6–0, [10–4]            | Kazusa Ito Kaori Onishi                     | Ana Bogdan Kanae Hisami                       | Zuzana Zlochová Rishika Sunkara Natia Gegia Miyabi Inoue                           |
| 30 luglio | Trofeo Città di Gardone Val Trompia 2012 Gardone Val Trompia, Italia Terra rossa $10,000 Singolare - Doppio                    | Yuliana Lizarazo 7–5, 3–6, 6–4                                 | Catalina Pella                              | Alice Balducci Jelena Šimić                   | Silvia García Jiménez Alix Collombon Alice Moroni Giulia Gabba                     |
| 30 luglio | Trofeo Città di Gardone Val Trompia 2012 Gardone Val Trompia, Italia Terra rossa $10,000 Singolare - Doppio                    | Alice Moroni Gabriela Porubin 6–1, 6–3                         | Stefania Fadabini Giulia Gasparri           | Alice Balducci Jelena Šimić                   | Silvia García Jiménez Alix Collombon Alice Moroni Giulia Gabba                     |
| 30 luglio | Pro Tennis Classic Fort Worth 2012 Fort Worth, USA Cemento $10,000 Singolare - Doppio                                          | Elizabeth Ferris 6–1, 6–1                                      | Dianne Hollands                             | Macall Harkins Anastasija Charčenko           | Sherry Li Anamika Bhargava Federica Grazioso Sachie Ishizu                         |
| 30 luglio | Pro Tennis Classic Fort Worth 2012 Fort Worth, USA Cemento $10,000 Singolare - Doppio                                          | Macall Harkins Dianne Hollands 7–6(6), 6–4                     | Anamika Bhargava Elizabeth Ferris           | Macall Harkins Anastasija Charčenko           | Sherry Li Anamika Bhargava Federica Grazioso Sachie Ishizu                         |
| 30 luglio | Circuito Itaú de Tênis Feminino 3 2012 San Paolo, Brasile Terra rossa $10,000 Singolare - Doppio                               | Roxane Vaisemberg 6–4, 4–6, 7–6(3)                             | Ana-Clara Duarte                            | Ximena Hermoso Gabriela Cé                    | Nathaly Kurata Daiana Negreanu Carolina Zeballos Paula Cristina Gonçalves          |
| 30 luglio | Circuito Itaú de Tênis Feminino 3 2012 San Paolo, Brasile Terra rossa $10,000 Singolare - Doppio                               | Paula Cristina Gonçalves Roxane Vaisemberg 6–2, 6–2            | Aranza Salut Carolina Zeballos              | Ximena Hermoso Gabriela Cé                    | Nathaly Kurata Daiana Negreanu Carolina Zeballos Paula Cristina Gonçalves          |
| 30 luglio | Savitaipale Ladies Open 2012 Savitaipale, Finlandia Terra rossa $10,000 Singolare - Doppio                                     | Piia Suomalainen 3–6, 6–3, 6–3                                 | Laëtitia Sarrazin                           | Karen Barbat Polina Vinogradova               | Olga Brózda Matilda Hamlin Carmen López-Rueda Beatrice Cedermark                   |
| 30 luglio | Savitaipale Ladies Open 2012 Savitaipale, Finlandia Terra rossa $10,000 Singolare - Doppio                                     | Karen Barbat Eveliina Virtanen Walkover                        | Olga Brózda Nikola Horáková                 | Karen Barbat Polina Vinogradova               | Olga Brózda Matilda Hamlin Carmen López-Rueda Beatrice Cedermark                   |
| 30 luglio | Beijing International Challenger 2012 Pechino, Cina Cemento $75,000+H Singolare – Doppio                                       | Qiang Wang 6–2, 6–4                                            | Chan Yung-jan                               | Hu Yueyue Kurumi Nara                         | Junri Namigata Duan Yingying Yurika Sema Chan Chin-wei                             |
| 30 luglio | Beijing International Challenger 2012 Pechino, Cina Cemento $75,000+H Singolare – Doppio                                       | Liu Wanting Sun Shengnan 5–7, 6–0, [10–7]                      | Chan Chin-wei Han Xinyun                    | Hu Yueyue Kurumi Nara                         | Junri Namigata Duan Yingying Yurika Sema Chan Chin-wei                             |
| 30 luglio | Copa Amboro 2012 Santa Cruz de la Sierra, Bolivia Terra rossa $10,000 Singolare - Doppio                                       | Camila Silva 6–4, 6(1)–7, 6–3                                  | Cecilia Costa Melgar                        | Patricia Iveth Ku Flores Luciana Sarmenti     | Sofia Luini Francesca Rescaldani Barbara Montiel María Fernanda Álvarez Terán      |
| 30 luglio | Copa Amboro 2012 Santa Cruz de la Sierra, Bolivia Terra rossa $10,000 Singolare - Doppio                                       | María Fernanda Álvarez Terán Luciana Sarmenti 7–6(4), 6–4      | Patricia Iveth Ku Flores Victoria Lozano    | Patricia Iveth Ku Flores Luciana Sarmenti     | Sofia Luini Francesca Rescaldani Barbara Montiel María Fernanda Álvarez Terán      |

## Agosto
| Settimana | Torneo                                                                                                  | Vincitori                                                 | Finalisti                                        | Semifinalisti                        | Eliminati ai quarti                                                             |
| --------- | --- | --------------------------------------------------------- | ------------------------------------------------ | ------------------------------------ | ------------------------------------------------------------------------------- |
| 6 agosto  | EmblemHealth Bronx Open 2012 Bronx, USA Cemento $50,000 Singolare – Doppio                              | Romina Oprandi 5–7, 6–3, 6–3                              | Anna Čakvetadze                                  | Chichi Scholl Alison Riske           | Tatjana Maria Johanna Konta Paula Ormaechea Vesna Dolonc                        |
| 6 agosto  | EmblemHealth Bronx Open 2012 Bronx, USA Cemento $50,000 Singolare – Doppio                              | Shūko Aoyama Erika Sema 6–4, 7–6(4)                       | Eri Hozumi Miki Miyamura                         | Chichi Scholl Alison Riske           | Tatjana Maria Johanna Konta Paula Ormaechea Vesna Dolonc                        |
| 6 agosto  | Hechingen Ladies Open 2012 Hechingen, Germania Terra rossa $25,000 Singolare – Doppio                   | Maša Zec-Peškiric 6–0, 6–4                                | Mervana Jugić-Salkić                             | Kirsten Flipkens Paula Kania         | Irina Ramialison Tadeja Majerič Akiko Ōmae Anastasija Sevastova                 |
| 6 agosto  | Hechingen Ladies Open 2012 Hechingen, Germania Terra rossa $25,000 Singolare – Doppio                   | Mervana Jugić-Salkić Sandra Klemenschits 6–2, 6–3         | Natela Dzalamidze Renata Voráčová                | Kirsten Flipkens Paula Kania         | Irina Ramialison Tadeja Majerič Akiko Ōmae Anastasija Sevastova                 |
| 6 agosto  | Monteroni International 2012 Monteroni d'Arbia, Italia Terra rossa $25,000 Singolare – Doppio           | Estelle Guisard 6–3, 6–1                                  | Anne Schäfer                                     | Alizé Lim Jelena Šimic               | Gréta Arn Diāna Marcinkēviča Elena Bogdan Carolina Pillot                       |
| 6 agosto  | Monteroni International 2012 Monteroni d'Arbia, Italia Terra rossa $25,000 Singolare – Doppio           | Federica di Sarra Anastasia Grymalska 6–4, 5–7, [10–7]    | Alice Balducci Karin Knapp                       | Alizé Lim Jelena Šimic               | Gréta Arn Diāna Marcinkēviča Elena Bogdan Carolina Pillot                       |
| 6 agosto  | Flanders Ladies Trophy Koksijde 2012 Koksijde, Belgio Terra rossa $25,000 Singolare – Doppio            | Annika Beck 6–1, 6–1                                      | Bibiane Schoofs                                  | Cristina Dinu Gioia Barbieri         | Kristína Kučová Richèl Hogenkamp Andrea Gámiz Myrtille Georges                  |
| 6 agosto  | Flanders Ladies Trophy Koksijde 2012 Koksijde, Belgio Terra rossa $25,000 Singolare – Doppio            | Diana Buzean Daniëlle Harmsen 3–6, 6–3, [10–5]            | Myrtille Georges Céline Ghesquière               | Cristina Dinu Gioia Barbieri         | Kristína Kučová Richèl Hogenkamp Andrea Gámiz Myrtille Georges                  |
| 6 agosto  | Pirot Open 2012 (ITF Women's Circuit Pirot) Pirot, Serbia Terra rossa $10,000 Singolare – Doppio        | Teodora Mirčić 6–3, 6–1                                   | Lina Ǵorčeska                                    | Kristina Ostojic Vivien Juhászová    | Ivana Jorović Alexandra Damaschin Ionela-Andreea Iova Raluca Elena Platon       |
| 6 agosto  | Pirot Open 2012 (ITF Women's Circuit Pirot) Pirot, Serbia Terra rossa $10,000 Singolare – Doppio        | Raluca Elena Platon Eva Wacanno 6–2, 1–6, [10–8]          | Lina Ǵorčeska Dalia Zafirova                     | Kristina Ostojic Vivien Juhászová    | Ivana Jorović Alexandra Damaschin Ionela-Andreea Iova Raluca Elena Platon       |
| 6 agosto  | ZSE Open 2012 (JHOPEN) Piešťany, Slovacchia Terra rossa $10,000 Singolare – Doppio                      | Katerina Vanková 3–6, 6–3, 6–2                            | Katerina Kramperová                              | Pernilla Mendesová Sofija Kovalec    | Zuzana Zálabská Nathalie Piquion Nikola Vajdová Mai Minokoshi                   |
| 6 agosto  | ZSE Open 2012 (JHOPEN) Piešťany, Slovacchia Terra rossa $10,000 Singolare – Doppio                      | Karin Morgošová Michaela Pochabová 6–3, 6–2               | Simona Dobrá Lucie Kriegsmannová                 | Pernilla Mendesová Sofija Kovalec    | Zuzana Zálabská Nathalie Piquion Nikola Vajdová Mai Minokoshi                   |
| 6 agosto  | ITF Women's Circuit Bursa 2012 Bursa, Turchia Terra rossa $10,000 Singolare – Doppio                    | Viktorija Kan 7–6(4), 6–4                                 | Laura-Ioana Andrei                               | Erika Takao Yuuki Tanaka             | Kanae Hisami Chiaki Okadaue Melanie Klaffner Kyra Shroff                        |
| 6 agosto  | ITF Women's Circuit Bursa 2012 Bursa, Turchia Terra rossa $10,000 Singolare – Doppio                    | Laura-Ioana Andrei Melanie Klaffner 6–2, 6–2              | Erika Takao Remi Tezuka                          | Erika Takao Yuuki Tanaka             | Kanae Hisami Chiaki Okadaue Melanie Klaffner Kyra Shroff                        |
| 6 agosto  | ITF Women's Circuit Arequipa 2012 Arequipa, Perù Terra rossa $10,000 Singolare – Doppio                 | Aranza Salut 7–6(4), 4–6, 6–1                             | Luciana Sarmenti                                 | Fernanda Brito Samira Giger          | Wan-Yi Sweeting Macarena Asensos Sofia Luini Carolina Costamagna                |
| 6 agosto  | ITF Women's Circuit Arequipa 2012 Arequipa, Perù Terra rossa $10,000 Singolare – Doppio                 | Eduarda Piai Karina Venditti 6–1, 6–2                     | Fernanda Brito Raquel Piltcher                   | Fernanda Brito Samira Giger          | Wan-Yi Sweeting Macarena Asensos Sofia Luini Carolina Costamagna                |
| 13 agosto | Tatarstan Open 2012 Kazan', Russia Cemento $50,000+H Singolare – Doppio                                 | Kateryna Kozlova 6–3, 6–3                                 | Tara Moore                                       | Valentina Ivachnenko Tadeja Majerič  | Nigina Abduraimova Ljudmyla Kičenok Majja Kacitadze Ilona Kramen'               |
| 13 agosto | Tatarstan Open 2012 Kazan', Russia Cemento $50,000+H Singolare – Doppio                                 | Valentina Ivachnenko Kateryna Kozlova 6–4, 6(6)–7, [10–4] | Ljudmyla Kičenok Nadežda Kičenok                 | Valentina Ivachnenko Tadeja Majerič  | Nigina Abduraimova Ljudmyla Kičenok Majja Kacitadze Ilona Kramen'               |
| 13 agosto | WSH Open 2012 Ratingen, Germania Terra rossa $10,000 Singolare – Doppio                                 | Laura Siegemund 6–2, 6–1                                  | Caitlin Whoriskey                                | Alizé Lim Nicola Geuer               | Nina-Isabella Scholten Sylwia Zagórska Katharina Lehnert Ekaterine Gorgodze     |
| 13 agosto | WSH Open 2012 Ratingen, Germania Terra rossa $10,000 Singolare – Doppio                                 | Ekaterine Gorgodze Sofia Kvatsabaia 6–3, 6–4              | Kim Grajdek Sylwia Zagórska                      | Alizé Lim Nicola Geuer               | Nina-Isabella Scholten Sylwia Zagórska Katharina Lehnert Ekaterine Gorgodze     |
| 13 agosto | Westend Ladies Tennis Cup 2012 Westende-Middelkerke, Belgio Cemento $10,000 Singolare – Doppio          | Deniz Khazaniuk 6–4, 2–6, 7–6(5)                          | Irina Ramialison                                 | Gioia Barbieri Elise Mertens         | Michaela Boev Amandine Hesse Samantha Murray Daria Lodikova                     |
| 13 agosto | Westend Ladies Tennis Cup 2012 Westende-Middelkerke, Belgio Cemento $10,000 Singolare – Doppio          | Amy Bowtell Samantha Murray 6–3, 6–3                      | Steffi Distelmans Magali Kempen                  | Gioia Barbieri Elise Mertens         | Michaela Boev Amandine Hesse Samantha Murray Daria Lodikova                     |
| 13 agosto | Torneo Città di Locri 2012 Locri, Italia Terra rossa $10,000 Singolare – Doppio                         | Sara Sorribes Tormo 6–3, 7–5                              | Anastasia Grymalska                              | Kana Daniel Beatrice Lombardo        | Giulia Sussarello Alessia Piran Silvia Albano Erika Zanchetta                   |
| 13 agosto | Torneo Città di Locri 2012 Locri, Italia Terra rossa $10,000 Singolare – Doppio                         | Despina Papamichail Sara Sorribes Tormo 6–1, 6–0          | Kana Daniel Natassia Rubel                       | Kana Daniel Beatrice Lombardo        | Giulia Sussarello Alessia Piran Silvia Albano Erika Zanchetta                   |
| 13 agosto | Innsbruck Open 2012 Innsbruck, Austria Terra rossa $10,000 Singolare – Doppio                           | Katerina Vanková 6–1, 4–6, 6–4                            | Lena-Marie Hofmann                               | Janina Toljan Yuliana Lizarazo       | Yvonne Neuwirth Denisa Allertová Barbara Haas Julia Grabher                     |
| 13 agosto | Innsbruck Open 2012 Innsbruck, Austria Terra rossa $10,000 Singolare – Doppio                           | Jasmina Kajtazovic Polona Rebersak 7–5, 2–6, [20–18]      | Klára Dohnalová Lenka Kuncíková                  | Janina Toljan Yuliana Lizarazo       | Yvonne Neuwirth Denisa Allertová Barbara Haas Julia Grabher                     |
| 13 agosto | ITF Women's Circuit Bucharest 2012 Bucarest, Romania Terra rossa $10,000 Singolare – Doppio             | Laura-Ioana Andrei 6–0, 6–1                               | Catherine Chantraine                             | Andreea Văideanu Lisanne van Riet    | Bianca Hîncu Simona Ionescu Patricia Lancranjan Cristina Ene                    |
| 13 agosto | ITF Women's Circuit Bucharest 2012 Bucarest, Romania Terra rossa $10,000 Singolare – Doppio             | Laura-Ioana Andrei Raluca Elena Platon 3–6, 6–2, [10–5]   | Julia Helbet Sofico Kadžaja                      | Andreea Văideanu Lisanne van Riet    | Bianca Hîncu Simona Ionescu Patricia Lancranjan Cristina Ene                    |
| 13 agosto | ITF Women's Circuit Istanbul 4 2012 Istanbul, Turchia Cemento $10,000 Singolare – Doppio                | Mari Tanaka 6–0, 6–2                                      | Yuuki Tanaka                                     | Peangtarn Plipuech Kanae Hisami      | Rishika Sunkara Sowjanya Bavisetti Ana Bogdan Indy de Vroome                    |
| 13 agosto | ITF Women's Circuit Istanbul 4 2012 Istanbul, Turchia Cemento $10,000 Singolare – Doppio                | Erika Takao Remi Tezuka 2–6, 7–6(1), [10–3]               | Nicha Lertpitaksinchai Peangtarn Plipuech        | Peangtarn Plipuech Kanae Hisami      | Rishika Sunkara Sowjanya Bavisetti Ana Bogdan Indy de Vroome                    |
| 13 agosto | ITF Women's Circuit Trujillo 2 2012 Trujillo, Perù Terra rossa $10,000 Singolare – Doppio               | Patricia Iveth Ku Flores 6–3, 6(5)–7, 6–3                 | Fernanda Brito                                   | Agustina Serio Nathalia Rossi        | Maria Fernanda Alves Cecilia Costa Melgar Luciana Sarmenti Anastasija Charčenko |
| 13 agosto | ITF Women's Circuit Trujillo 2 2012 Trujillo, Perù Terra rossa $10,000 Singolare – Doppio               | Aranza Salut Ana Sofía Sánchez 3–6, 6–1, [11–9]           | Patricia Iveth Ku Flores Katherine Miranda Chang | Agustina Serio Nathalia Rossi        | Maria Fernanda Alves Cecilia Costa Melgar Luciana Sarmenti Anastasija Charčenko |
| 13 agosto | Brcko Ladies Open 2012 Brčko, Bosnia ed Erzegovina Terra rossa $10,000 Singolare – Doppio               | Jelena Pandžic 6–3, 4–1, ritiro                           | Tamara Čurović                                   | Iryna Brémond Karla Popovic          | Tereza Malíková Neda Koprcina Lina Ǵorčeska Tea Faber                           |
| 13 agosto | Brcko Ladies Open 2012 Brčko, Bosnia ed Erzegovina Terra rossa $10,000 Singolare – Doppio               | Jelena Pandžic Karla Popovic 6–3, 6–2                     | Dagmara Bašková Tereza Malíková                  | Iryna Brémond Karla Popovic          | Tereza Malíková Neda Koprcina Lina Ǵorčeska Tea Faber                           |
| 20 agosto | Modal Euro-Ten du Pays de Charleroi 2012 Charleroi, Belgio Terra rossa $25,000 Singolare – Doppio       | Anna-Lena Friedsam 6–4, 7–6(5)                            | Angelique van der Meet                           | Séverine Beltrame Ilona Kramen'      | Lesley Kerkhove Diāna Marcinkēviča An-Sophie Mestach Alizé Lim                  |
| 20 agosto | Modal Euro-Ten du Pays de Charleroi 2012 Charleroi, Belgio Terra rossa $25,000 Singolare – Doppio       | Séverine Beltrame Laura Thorpe 3–6, 6–4, [10–7]           | Ilona Kramen' Diāna Marcinkēviča                 | Séverine Beltrame Ilona Kramen'      | Lesley Kerkhove Diāna Marcinkēviča An-Sophie Mestach Alizé Lim                  |
| 20 agosto | Synot Tip Open 2012 Praga, Repubblica Ceca Terra rossa $25,000 Singolare – Doppio                       | Katarzyna Kawa 6–4, 6–1                                   | Renata Voráčová                                  | Tereza Martincová Tereza Smitková    | Sandra Záhlavová Paula Kania Anna Zaja Anna Schmiedlová                         |
| 20 agosto | Synot Tip Open 2012 Praga, Repubblica Ceca Terra rossa $25,000 Singolare – Doppio                       | Jesika Malecková Tereza Smitková 6–1, 6–4                 | Anastasija Pivovarova Arina Rodionova            | Tereza Martincová Tereza Smitková    | Sandra Záhlavová Paula Kania Anna Zaja Anna Schmiedlová                         |
| 20 agosto | Braunschweig Women's Open 2012 Braunschweig, Germania Terra rossa $10,000 Singolare – Doppio            | Katharina Lehnert 6–4, 2–6, 7–6(6)                        | Cindy Burger                                     | Ekaterina Aleksandrova Anna Klasen   | Amandine Hesse Verena Schmid Julia Wachaczyk Syna Kayser                        |
| 20 agosto | Braunschweig Women's Open 2012 Braunschweig, Germania Terra rossa $10,000 Singolare – Doppio            | Jasmina Kajtazovic Anna Smolina 6–1, 6–3                  | Kim Grajdek Sylwia Zagórska                      | Ekaterina Aleksandrova Anna Klasen   | Amandine Hesse Verena Schmid Julia Wachaczyk Syna Kayser                        |
| 20 agosto | KELAG Ladies Open 2012 Pörtschach am Wörthersee, Austria Terra rossa $10,000 Singolare – Doppio         | Yvonne Neuwirth 5–7, 6–3, 6–3                             | Janina Toljan                                    | Ágnes Butka Milana Špremo            | Angelica Moratelli Tena Lukas Iva Primorac Pia Konig                            |
| 20 agosto | KELAG Ladies Open 2012 Pörtschach am Wörthersee, Austria Terra rossa $10,000 Singolare – Doppio         | Angelica Moratelli Milana Špremo 1–6, 6–4, [10–4]         | Lara Michel Tess Sugnaux                         | Ágnes Butka Milana Špremo            | Angelica Moratelli Tena Lukas Iva Primorac Pia Konig                            |
| 20 agosto | Twents Open 2012 Enschede, Paesi Bassi Terra rossa $10,000 Singolare – Doppio                           | Elyne Boeykens 4–6, 6–3, 6–4                              | Carolin Daniels                                  | Sofia Kvatsabaia Ysaline Bonaventure | Iryna Brémond Nicolette van Uitert Aleksandra Romanova Chayenne Ewijk           |
| 20 agosto | Twents Open 2012 Enschede, Paesi Bassi Terra rossa $10,000 Singolare – Doppio                           | Ekaterine Gorgodze Sofia Kvatsabaia 6–4, 1–6, [10–6]      | Kim Kilsdonk Nicolette van Uitert                | Sofia Kvatsabaia Ysaline Bonaventure | Iryna Brémond Nicolette van Uitert Aleksandra Romanova Chayenne Ewijk           |
| 20 agosto | Internazionali Femminili di Tennis dell'Umbria 2012 Todi, Italia Terra rossa $10,000 Singolare – Doppio | Sara Sorribes Tormo 4–6, 6–1, 6–3                         | Rocío de la Torre-Sánchez                        | Ani Amiraghyan Federica Quercia      | Alice Balducci Lisa Sabino Martina Spigarelli Andreea Văideanu                  |
| 20 agosto | Internazionali Femminili di Tennis dell'Umbria 2012 Todi, Italia Terra rossa $10,000 Singolare – Doppio | Nastassia Rubel Sara Sorribes Tormo 6–1, 6–0              | Alessia Camplone Sara Sussarello                 | Ani Amiraghyan Federica Quercia      | Alice Balducci Lisa Sabino Martina Spigarelli Andreea Văideanu                  |
| 20 agosto | ITF Women's Circuit Lima 2012 Lima, Perù Terra rossa $10,000 Singolare – Doppio                         | Patricia Iveth Ku Flores 6–4, 6–4                         | Maria Fernanda Alves                             | Cecilia Costa Melgar Aranza Salut    | Ana Sofía Sánchez Fernando Brito Victoria Bosio Isabella Robbiani               |
| 20 agosto | ITF Women's Circuit Lima 2012 Lima, Perù Terra rossa $10,000 Singolare – Doppio                         | Eduarda Piai Karina Venditti 6–4, 3–6, [10–8]             | Aranza Salut Ana Sofía Sánchez                   | Cecilia Costa Melgar Aranza Salut    | Ana Sofía Sánchez Fernando Brito Victoria Bosio Isabella Robbiani               |
| 20 agosto | ITF Femenil San Luis Potosí 2012 San Luis Potosí, Messico Cemento $10,000 Singolare – Doppio            | Anett Kontaveit 6–1, 6–1                                  | Victoria Rodríguez                               | Elizabeth Ferris Marcela Zacarías    | Rosalia Alda Tanja Samodelok Jessica Lawrence Casey Robinson                    |
| 20 agosto | ITF Femenil San Luis Potosí 2012 San Luis Potosí, Messico Cemento $10,000 Singolare – Doppio            | Emily Fanning Anett Kontaveit 6–0, 6–3                    | Erin Clark Elizabeth Ferris                      | Elizabeth Ferris Marcela Zacarías    | Rosalia Alda Tanja Samodelok Jessica Lawrence Casey Robinson                    |
| 27 agosto | Mamaia Idu Trophy 2012 Mamaia, Romania Terra rossa $25,000 Singolare – Doppio                           | Sharon Fichman 6–3, 6(5)–7, 6–3                           | Patricia Maria Țig                               | Tadeja Majerič Inés Ferrer Suárez    | Maša Zec-Peškiric Danka Kovinić Alexandra Damaschin Cristina Dinu               |
| 27 agosto | Mamaia Idu Trophy 2012 Mamaia, Romania Terra rossa $25,000 Singolare – Doppio                           | Elena Bogdan Ioana Raluca Olaru 7–6(4), 6–3               | Danka Kovinić Tadeja Majerič                     | Tadeja Majerič Inés Ferrer Suárez    | Maša Zec-Peškiric Danka Kovinić Alexandra Damaschin Cristina Dinu               |
| 27 agosto | Sekisho Challenge Open 2012 Tsukuba, Giappone Cemento $25,000 Singolare – Doppio                        | Aki Yamasoto 6–3, 1–6, 6–1                                | Risa Ozaki                                       | Akiko Ōmae Qiang Wang                | Kim So-jung Rika Fujiwara Tetjana Lužans'ka Zhou Yimiao                         |
| 27 agosto | Sekisho Challenge Open 2012 Tsukuba, Giappone Cemento $25,000 Singolare – Doppio                        | Luksika Kumkhum Varatchaya Wongteanchai 6–2, 6–2          | Yurina Koshino Mari Tanaka                       | Akiko Ōmae Qiang Wang                | Kim So-jung Rika Fujiwara Tetjana Lužans'ka Zhou Yimiao                         |
| 27 agosto | Trofeo CPZ 2012 Bagnatica, Italia Terra rossa $10,000 Singolare – Doppio                                | Maria Elena Camerin 7–6(5), 6–4                           | Karin Knapp                                      | Anastasia Grymalska Alice Balducci   | Yuliana Lizarazo Giulia Gatto-Monticone Corinna Dentoni Marina Šamajko          |
| 27 agosto | Trofeo CPZ 2012 Bagnatica, Italia Terra rossa $10,000 Singolare – Doppio                                | Federica di Sarra Anastasia Grymalska 7–5, 6–2            | Tatiana Búa Claudia Giovine                      | Anastasia Grymalska Alice Balducci   | Yuliana Lizarazo Giulia Gatto-Monticone Corinna Dentoni Marina Šamajko          |
| 27 agosto | Caslano Open 2012 Caslano, Svizzera Terra rossa $10,000 Singolare – Doppio                              | Katerina Vanková 6–3, 6–4                                 | Dar'ja Sal'nikova                                | Amandine Hesse Imane Maelle Kocher   | Julia Mayr Denisa Allertová Tess Sugnaux Anna Smolina                           |
| 27 agosto | Caslano Open 2012 Caslano, Svizzera Terra rossa $10,000 Singolare – Doppio                              | Giulia Sussarello Sara Sussarello 6–2, 1–6, [13–11]       | Diana Isaeva Dar'ja Sal'nikova                   | Amandine Hesse Imane Maelle Kocher   | Julia Mayr Denisa Allertová Tess Sugnaux Anna Smolina                           |
| 27 agosto | Kivenappa Ladies Cup 2012 San Pietroburgo, Russia Terra rossa $10,000 Singolare – Doppio                | Aljaksandra Sasnovič 1–6, 6–3, 6–0                        | Polina Vinogradova                               | Julija Kalabina Aminat Kushkhova     | Aleksandra Artamonova Julija Valetova Dar'ja Mironova Anastasija Frolova        |
| 27 agosto | Kivenappa Ladies Cup 2012 San Pietroburgo, Russia Terra rossa $10,000 Singolare – Doppio                | Ol'ga Dorošina Julija Kalabina 6–0, 6–4                   | Darya Lebesheva Julija Valetova                  | Julija Kalabina Aminat Kushkhova     | Aleksandra Artamonova Julija Valetova Dar'ja Mironova Anastasija Frolova        |
| 27 agosto | ITF Women's Circuit Yeongwol 2012 Yeongwol, Corea del Sud Cemento $10,000 Singolare – Doppio            | Lee So-ra 6–4, 4–6, 6–3                                   | Hong Hyun Hui                                    | Kim Ju-eun Zhang Yuxuan              | Yang Zi Jang Su Jeong Lee Jin-a Yoo Mi                                          |
| 27 agosto | ITF Women's Circuit Yeongwol 2012 Yeongwol, Corea del Sud Cemento $10,000 Singolare – Doppio            | Kim Sun-jung Yu Min-hwa 6–3, 7–5                          | Han Na-lae Jang Su Jeong                         | Kim Ju-eun Zhang Yuxuan              | Yang Zi Jang Su Jeong Lee Jin-a Yoo Mi                                          |
| 27 agosto | Rotterdam Open 2012 Rotterdam, Paesi Bassi Terra rossa $10,000 Singolare – Doppio                       | Ekaterine Gorgodze 7–6(5), 2–6, 6–4                       | Lesley Kerkhove                                  | Nicolette van Uitert Anna Škudun     | Bernice van de Velde Claudine Schaul Ysaline Bonaventure Samantha Murray        |
| 27 agosto | Rotterdam Open 2012 Rotterdam, Paesi Bassi Terra rossa $10,000 Singolare – Doppio                       | Carolin Daniels Franziska König 6–3, 6–4                  | Anaïs Laurendon Morgane Pons                     | Nicolette van Uitert Anna Škudun     | Bernice van de Velde Claudine Schaul Ysaline Bonaventure Samantha Murray        |
| 27 agosto | Alubond USA Belgrade Open 2012 Belgrado, Serbia Terra rossa $10,000 Singolare – Doppio                  | Dalia Zafirova 6–2, 6–0                                   | Lucia Butkovská                                  | Michaela Pochabová Dejana Radanović  | Marina Kachar Viktória Malová Aleksandra Trifunovic Julija Stamatova            |
| 27 agosto | Alubond USA Belgrade Open 2012 Belgrado, Serbia Terra rossa $10,000 Singolare – Doppio                  | Lucia Butkovská Natalija Kostić 6–0, 6–3                  | Karin Morgošová Michaela Pochabová               | Michaela Pochabová Dejana Radanović  | Marina Kachar Viktória Malová Aleksandra Trifunovic Julija Stamatova            |
| 27 agosto | Cemil Alevli Cup 2012 Gaziantep, Turchia Cemento $10,000 Singolare – Doppio                             | Margarita Lazareva 6–1, 7–5                               | Nigina Abduraimova                               | Melis Sezer Zalina Khairudinova      | Maria Sakkarī Sultan Gönen Laura Deigman Taïsija Zakarljuk                      |
| 27 agosto | Cemil Alevli Cup 2012 Gaziantep, Turchia Cemento $10,000 Singolare – Doppio                             | Olga Brózda Nikola Horáková 6–4, 6–2                      | Khristina Kazimova Zalina Khairudinova           | Melis Sezer Zalina Khairudinova      | Maria Sakkarī Sultan Gönen Laura Deigman Taïsija Zakarljuk                      |
| 27 agosto | Osijek Open 2012 Osijek, Croazia Terra rossa $10,000 Singolare – Doppio                                 | Iva Mekovec 6–1, 6–2                                      | Katerina Kramperová                              | Barbora Krejčíková Polona Rebersak   | Vivien Juhászová Iva Primorac Karla Popovic Polina Lejkina                      |
| 27 agosto | Osijek Open 2012 Osijek, Croazia Terra rossa $10,000 Singolare – Doppio                                 | Aveta Dvoráková Barbora Krejčíková 6–4, 3–6, [10–8]       | Katerina Kramperová Petra Krejsová               | Barbora Krejčíková Polona Rebersak   | Vivien Juhászová Iva Primorac Karla Popovic Polina Lejkina                      |
| 27 agosto | Cairns Tennis International 2012 Cairns, Australia Cemento $25,000 Singolare – Doppio                   | Sacha Jones 6–0, 6–2                                      | Zhang Ling                                       | Victoria Larrière Chieh-Yu Hsu       | Sachie Ishizu Chiaki Okadaue Chanel Simmonds Monique Adamczak                   |
| 27 agosto | Cairns Tennis International 2012 Cairns, Australia Cemento $25,000 Singolare – Doppio                   | Monique Adamczak Victoria Larrière 6–2, 1–6, [10–5]       | Tyra Calderwood Tammi Patterson                  | Victoria Larrière Chieh-Yu Hsu       | Sachie Ishizu Chiaki Okadaue Chanel Simmonds Monique Adamczak                   |

## Settembre
| Settimana    | Torneo | Vincitori                                                  | Finalisti                                     | Semifinalisti                               | Eliminati ai quarti                                                             |
| ------------ | --- | ---------------------------------------------------------- | --------------------------------------------- | ------------------------------------------- | ------------------------------------------------------------------------------- |
| 3 settembre  | Save Cup 2012 Mestre, Italia Terra rossa $50,000 Singolare – Doppio                                              | Karin Knapp 6–1, 3–6, 6–1                                  | Estrella Cabeza Candela                       | Séverine Beltrame Timea Bacsinszky          | Anna Schmiedlová Yvonne Meusburger Tereza Mrdeža Anne Schäfer                   |
| 3 settembre  | Save Cup 2012 Mestre, Italia Terra rossa $50,000 Singolare – Doppio                                              | Mailen Auroux María Irigoyen 5–7, 6–4, [10–8]              | Réka-Luca Jani Teodora Mirčić                 | Séverine Beltrame Timea Bacsinszky          | Anna Schmiedlová Yvonne Meusburger Tereza Mrdeža Anne Schäfer                   |
| 3 settembre  | TEAN International 2012 Alphen aan den Rijn, Paesi Bassi Terra rossa $25,000 Singolare – Doppio                  | Sandra Záhlavová 7–5, 7–6(5)                               | Lesley Kerkhove                               | Justine Ozga Diāna Marcinkēviča             | Myrtille Georges Mervana Jugić-Salkić Angelique van der Meet Chayenne Ewijk     |
| 3 settembre  | TEAN International 2012 Alphen aan den Rijn, Paesi Bassi Terra rossa $25,000 Singolare – Doppio                  | Diana Buzean Daniëlle Harmsen 6–2, 6–0                     | Corinna Dentoni Justine Ozga                  | Justine Ozga Diāna Marcinkēviča             | Myrtille Georges Mervana Jugić-Salkić Angelique van der Meet Chayenne Ewijk     |
| 3 settembre  | Noto International Women's Open 2012 Noto, Giappone Erba $25,000 Singolare – Doppio                              | Kazusa Ito 6–2, 6–4                                        | Misa Eguchi                                   | Yuuki Tanaka Shūko Aoyama                   | Mari Tanaka Kumiko Iijima Akiko Yonemura Tara Moore                             |
| 3 settembre  | Noto International Women's Open 2012 Noto, Giappone Erba $25,000 Singolare – Doppio                              | Kumiko Iijima Akiko Yonemura 6–1, 4–6, [10–5]              | Miki Miyamura Mari Tanaka                     | Yuuki Tanaka Shūko Aoyama                   | Mari Tanaka Kumiko Iijima Akiko Yonemura Tara Moore                             |
| 3 settembre  | Trofeo Carr Service 2012 Trieste, Italia Terra rossa $10,000 Singolare – Doppio                                  | Iva Mekovec 6–3, 6–2                                       | Tatiana Búa                                   | Ani Amiraghyan Lara Michel                  | Jasmina Kajtazovic Francesca Fusinato Alice Balducci Jesika Malecková           |
| 3 settembre  | Trofeo Carr Service 2012 Trieste, Italia Terra rossa $10,000 Singolare – Doppio                                  | Petra Krejsová Jesika Malecková 7–6(4), 6–1                | Giulia Gabba Alice Savoretti                  | Ani Amiraghyan Lara Michel                  | Jasmina Kajtazovic Francesca Fusinato Alice Balducci Jesika Malecková           |
| 3 settembre  | Tennis Organisation 12 2012 Adalia, Turchia Cemento $10,000 Singolare – Doppio                                   | Ana Bogdan 6–3, 6–2                                        | Maria Sakkarī                                 | Nikola Vajdová Olga Brózda                  | Abbie Myers Fatma Al-Nabhani Juan Ting-fei Elisabeth Fournier                   |
| 3 settembre  | Tennis Organisation 12 2012 Adalia, Turchia Cemento $10,000 Singolare – Doppio                                   | Olga Brózda Nikola Horáková 6–0, 6–4                       | Darya Shulzhanok Nikola Vajdová               | Nikola Vajdová Olga Brózda                  | Abbie Myers Fatma Al-Nabhani Juan Ting-fei Elisabeth Fournier                   |
| 3 settembre  | Naftna Industruija Srbije Zvezdara Open 2012 Belgrado, Serbia Terra rossa $10,000 Singolare – Doppio             | Natalija Kostić 6–4, 6–3                                   | Dalia Zafirova                                | Vanda Lukács Camelia Hristea                | Xenia Knoll Nadija Kolb Danijela Tomic Dejana Radanović                         |
| 3 settembre  | Naftna Industruija Srbije Zvezdara Open 2012 Belgrado, Serbia Terra rossa $10,000 Singolare – Doppio             | Anja Prislan Christina Shakovets 6–3, 6–3                  | Lucia Butkovská Camelia Hristea               | Vanda Lukács Camelia Hristea                | Xenia Knoll Nadija Kolb Danijela Tomic Dejana Radanović                         |
| 3 settembre  | ITF Women's Circuit Yeongwol 2 2012 Yeongwol, Corea del Sud Cemento $10,000 Singolare – Doppio                   | Zhang Yuxuan 7–6(2), 3–6, 6–3                              | Wen Xin                                       | Lee Jin-a Han Na-lae                        | Nungnadda Wannasuk Kanami Tsuji Lee Pei-chi Kim Ji-young                        |
| 3 settembre  | ITF Women's Circuit Yeongwol 2 2012 Yeongwol, Corea del Sud Cemento $10,000 Singolare – Doppio                   | Kim Ji-young Yoo Mi 7–5, 6–4                               | Zhang Nannan Zhang Yuxuan                     | Lee Jin-a Han Na-lae                        | Nungnadda Wannasuk Kanami Tsuji Lee Pei-chi Kim Ji-young                        |
| 3 settembre  | Open 9 2012 Engis, Belgio Terra rossa $10,000 Singolare – Doppio                                                 | Katerina Vanková 6–2, 6–4                                  | Cindy Burger                                  | Natalija Ryžonkova Aleksandra Romanova      | Alison Van Uytvanck Chloé Paquet Constance Sibille Carolin Daniels              |
| 3 settembre  | Open 9 2012 Engis, Belgio Terra rossa $10,000 Singolare – Doppio                                                 | Carolin Daniels Laura Schäder 6–4, 6–1                     | Valentini Grammatikopoulou Lena Lutzeier      | Natalija Ryžonkova Aleksandra Romanova      | Alison Van Uytvanck Chloé Paquet Constance Sibille Carolin Daniels              |
| 3 settembre  | Rockhampton Tennis International 2012 Rockhampton, Australia Cemento $25,000 Singolare – Doppio                  | Olivia Rogowska 0–6, 6–3, 6–2                              | Sacha Jones                                   | Victoria Larrière Chanel Simmonds           | Azra Hadzic Bojana Bobusic Nicha Lertpitaksinchai Alexandra Stevenson           |
| 3 settembre  | Rockhampton Tennis International 2012 Rockhampton, Australia Cemento $25,000 Singolare – Doppio                  | Ayu Fani Damayanti Lavinia Tananta 5–7, 7–6(2), [10–8]     | Nicha Lertpitaksinchai Peangtarn Plipuech     | Victoria Larrière Chanel Simmonds           | Azra Hadzic Bojana Bobusic Nicha Lertpitaksinchai Alexandra Stevenson           |
| 3 settembre  | AAT Women's Circuit Buenos Aires 2012 Buenos Aires, Argentina Terra rossa $10,000 Singolare – Doppio             | Fernando Brito 4–6, 7–6(5), 6–4                            | Vanesa Furlanetto                             | Victoria Bosio Ana Sofía Sánchez            | Camila Silva Daniela Seguel Catalina Pella Ana Victoria Gobbi Monllau           |
| 3 settembre  | AAT Women's Circuit Buenos Aires 2012 Buenos Aires, Argentina Terra rossa $10,000 Singolare – Doppio             | Andrea Benítez Camila Silva 6–3, 6–0                       | Aranza Salut Ana Sofía Sánchez                | Victoria Bosio Ana Sofía Sánchez            | Camila Silva Daniela Seguel Catalina Pella Ana Victoria Gobbi Monllau           |
| 10 settembre | Ningbo Challenger 2012 Ningbo, Cina Cemento $100,000+H Singolare – Doppio                                        | Hsieh Su-wei 6–2, 6–2                                      | Zhang Shuai                                   | Duan Yingying Tamarine Tanasugarn           | Kurumi Nara Zhou Yimiao Alberta Brianti Xu Yifan                                |
| 10 settembre | Ningbo Challenger 2012 Ningbo, Cina Cemento $100,000+H Singolare – Doppio                                        | Shūko Aoyama Chang Kai-chen 6–2, 7–5                       | Tetjana Lužans'ka Zheng Saisai                | Duan Yingying Tamarine Tanasugarn           | Kurumi Nara Zhou Yimiao Alberta Brianti Xu Yifan                                |
| 10 settembre | USTA Challenger of Redding 2012 Redding, USA Cemento $25,000 Singolare – Doppio                                  | Chelsey Gullickson 6–3, 4–6, 6–2                           | Allie Will                                    | Kristie Ahn Sachie Ishizu                   | Angelina Gabueva Nicola Geuer Sanaz Marand Katie Le                             |
| 10 settembre | USTA Challenger of Redding 2012 Redding, USA Cemento $25,000 Singolare – Doppio                                  | Jacqueline Cako Sanaz Marand 7–6(5), 7–5                   | Macall Harkins Chieh-Yu Hsu                   | Kristie Ahn Sachie Ishizu                   | Angelina Gabueva Nicola Geuer Sanaz Marand Katie Le                             |
| 10 settembre | Open Krys de Mont-de-Marsan 2012 Mont-de-Marsan, Francia Terra rossa $25,000 Singolare – Doppio                  | Timea Bacsinszky 6–2, 3–6, 6–2                             | Teliana Pereira                               | Stephanie Vogt Eva Fernández-Brugués        | Mihaela Buzărnescu Andrea Gámiz Myrtille Georges Margalita Chakhnašvili         |
| 10 settembre | Open Krys de Mont-de-Marsan 2012 Mont-de-Marsan, Francia Terra rossa $25,000 Singolare – Doppio                  | Timea Bacsinszky Mihaela Buzărnescu 6–4, 6–1               | Aleksandrina Najdenova Teliana Pereira        | Stephanie Vogt Eva Fernández-Brugués        | Mihaela Buzărnescu Andrea Gámiz Myrtille Georges Margalita Chakhnašvili         |
| 10 settembre | Allianz Cup 2012 Sofia, Bulgaria Terra rossa $25,000 Singolare – Doppio                                          | Andreea Mitu 6–4, 3–6, 6–3                                 | Sharon Fichman                                | Ioana Raluca Olaru Laura-Ioana Andrei       | Julija Bejhel'zymer Danka Kovinić Jasmina Tinjic Irina Chromačëva               |
| 10 settembre | Allianz Cup 2012 Sofia, Bulgaria Terra rossa $25,000 Singolare – Doppio                                          | Katarzyna Piter Barbara Sobaszkiewicz 7–5, 6–1             | Marina Mel'nikova Ioana Raluca Olaru          | Ioana Raluca Olaru Laura-Ioana Andrei       | Julija Bejhel'zymer Danka Kovinić Jasmina Tinjic Irina Chromačëva               |
| 10 settembre | ITF Women's Circuit Lleida 2012 Lleida, Spagna Terra rossa $10,000 Singolare – Doppio                            | Marine Partaud 6–4, 6–4                                    | Tatiana Búa                                   | Lisanne van Riet Rocío de la Torre-Sánchez  | Lucía Cervera-Vázquez Gaia Sanesi Ivonne Cavallé-Reimers Despina Papamichail    |
| 10 settembre | ITF Women's Circuit Lleida 2012 Lleida, Spagna Terra rossa $10,000 Singolare – Doppio                            | Tatiana Búa Ivonne Cavallé-Reimers 6–2, 6–3                | Cornelia Lister Chiara Mendo                  | Lisanne van Riet Rocío de la Torre-Sánchez  | Lucía Cervera-Vázquez Gaia Sanesi Ivonne Cavallé-Reimers Despina Papamichail    |
| 10 settembre | Tennis Organisation 13 2012 Adalia, Turchia Cemento $10,000 Singolare – Doppio                                   | Hanna Poznichirenko 2–6, 7–5, 6–4                          | Ana Bogdan                                    | Melis Sezer Başak Eraydın                   | Natalia Vajdová Nuria Párrizas Díaz Lucy Brown Julija Kalabina                  |
| 10 settembre | Tennis Organisation 13 2012 Adalia, Turchia Cemento $10,000 Singolare – Doppio                                   | Diana Bogolij Marianna Zakarljuk 7–5, 6–4                  | Diana Isaeva Julija Kalabina                  | Melis Sezer Başak Eraydın                   | Natalia Vajdová Nuria Párrizas Díaz Lucy Brown Julija Kalabina                  |
| 10 settembre | Yusa Open 2012 Kyoto, Giappone Sintetico $10,000 Singolare – Doppio                                              | Nao Hibino 6–4, 2–6, 6–2                                   | Yuuki Tanaka                                  | Makiho Kozawa Miyu Katō                     | Kazusa Ito Kaori Onishi Risa Hasegawa Chinami Ogi                               |
| 10 settembre | Yusa Open 2012 Kyoto, Giappone Sintetico $10,000 Singolare – Doppio                                              | Nao Hibino Emi Mutaguchi 6–4, 6–3                          | Miyu Katō Misaki Mori                         | Makiho Kozawa Miyu Katō                     | Kazusa Ito Kaori Onishi Risa Hasegawa Chinami Ogi                               |
| 10 settembre | ITF Women's Circuit São José dos Campos 2012 São José dos Campos, Brasile Terra rossa $10,000 Singolare – Doppio | Laura Pigossi 6–2, 0–6, 7–5                                | Maria Fernanda Alves                          | Nathalia Rossi Daiana Negreanu              | Karina Venditti Samantha Czarniak Rego Nathaly Kurata Yasmine Guimarães         |
| 10 settembre | ITF Women's Circuit São José dos Campos 2012 São José dos Campos, Brasile Terra rossa $10,000 Singolare – Doppio | Maria Fernanda Alves Laura Pigossi 6–0, 6–3                | Paula Feitosa Natalia Rossi                   | Nathalia Rossi Daiana Negreanu              | Karina Venditti Samantha Czarniak Rego Nathaly Kurata Yasmine Guimarães         |
| 10 settembre | Astana Womens 4 2012 Astana, Kazakistan Cemento $10,000 Singolare – Doppio                                       | Polina Monova 3–6, 6–3, 6–2                                | Aleksandra Romanova                           | Margarita Lazareva Kim Grajdek              | Dar'ja Mironova Zalina Khairudinova Jana Sizikova Valerija Strachova            |
| 10 settembre | Astana Womens 4 2012 Astana, Kazakistan Cemento $10,000 Singolare – Doppio                                       | Polina Monova Jana Sizikova 6–3, 6–2                       | Uljana Ajzatulina Elena Malceva               | Margarita Lazareva Kim Grajdek              | Dar'ja Mironova Zalina Khairudinova Jana Sizikova Valerija Strachova            |
| 10 settembre | Profesional Femenino Pereira 2012 Pereira, Colombia Terra rossa $10,000 Singolare – Doppio                       | Cecilia Costa Melgar 6–2, 6–3                              | Anastasija Charčenko                          | Patricia Iveth Ku Flores Libby Muma         | Blair Shankle Jade Schoelink Jazmin Britos Gabriela Coglitore                   |
| 10 settembre | Profesional Femenino Pereira 2012 Pereira, Colombia Terra rossa $10,000 Singolare – Doppio                       | Cecilia Costa Melgar Anastasija Charčenko 6–1, 6–0         | Gabriela Coglitore Patricia Iveth Ku Flores   | Patricia Iveth Ku Flores Libby Muma         | Blair Shankle Jade Schoelink Jazmin Britos Gabriela Coglitore                   |
| 10 settembre | AAT Women's Circuit Buenos Aires 2 2012 Buenos Aires, Argentina Terra rossa $10,000 Singolare – Doppio           | Fernanda Brito 6–3, 0–6, 7–5                               | Catalina Pella                                | Daniela Seguel Vanesa Furlanetto            | Carolina Zeballos Camila Giangreco Campiz Nadia Podoroska Karolina Nowak        |
| 10 settembre | AAT Women's Circuit Buenos Aires 2 2012 Buenos Aires, Argentina Terra rossa $10,000 Singolare – Doppio           | Fernanda Brito Daniela Seguel 6–1, 6–3                     | Sofia Luini Guadalupe Pérez Rojas             | Daniela Seguel Vanesa Furlanetto            | Carolina Zeballos Camila Giangreco Campiz Nadia Podoroska Karolina Nowak        |
| 10 settembre | City of Salisbury Tennis International 2012 Salisbury, Australia Cemento $10,000 Singolare – Doppio              | Chanel Simmonds 6–3, 6–0                                   | Zuzana Zlochová                               | Mai Minokoshi Sally Peers                   | Akari Inoue Ayu Fani Damayanti Gabriela Cé Alison Bai                           |
| 10 settembre | City of Salisbury Tennis International 2012 Salisbury, Australia Cemento $10,000 Singolare – Doppio              | Ayu Fani Damayanti Lavinia Tananta 7–6(5), 6–0             | Alison Bai Sally Peers                        | Mai Minokoshi Sally Peers                   | Akari Inoue Ayu Fani Damayanti Gabriela Cé Alison Bai                           |
| 17 settembre | AEGON Pro Series Shrewsbury 2012 Shrewsbury, Gran Bretagna Cemento $75,000 Singolare – Doppio                    | Annika Beck 6–2, 6–4                                       | Stefanie Vögele                               | Marta Sirotkina Julie Coin                  | Aravane Rezaï Bibiane Schoofs Çağla Büyükakçay Ekaterina Byčkova                |
| 17 settembre | AEGON Pro Series Shrewsbury 2012 Shrewsbury, Gran Bretagna Cemento $75,000 Singolare – Doppio                    | Vesna Dolonc Stefanie Vögele 6–1, 6(3)–7, [15–13]          | Karolína Plíšková Kristýna Plíšková           | Marta Sirotkina Julie Coin                  | Aravane Rezaï Bibiane Schoofs Çağla Büyükakçay Ekaterina Byčkova                |
| 17 settembre | Coleman Vision Tennis Championships 2012 Albuquerque, USA Cemento $75,000 Singolare – Doppio                     | Maria Sanchez 6–1, 6–1                                     | Lauren Davis                                  | Alison Riske Michelle Larcher de Brito      | Asia Muhammad Jessica Pegula Irina Falconi Heidi El Tabakh                      |
| 17 settembre | Coleman Vision Tennis Championships 2012 Albuquerque, USA Cemento $75,000 Singolare – Doppio                     | Asia Muhammad Yasmin Schnack 6–2, 1–6, [12–10]             | Irina Falconi Maria Sanchez                   | Alison Riske Michelle Larcher de Brito      | Asia Muhammad Jessica Pegula Irina Falconi Heidi El Tabakh                      |
| 17 settembre | Shymkent Womens 2012 Şımkent, Kazakistan Cemento $25,000 Singolare – Doppio                                      | Kateryna Kozlova 6–3, 4–6, 6–4                             | Anna Danilina                                 | Tetjana Arefyeva Nigina Abduraimova         | Vlada Ėkšibarova Kim Grajdek Michaela Honcová Valentina Ivachnenko              |
| 17 settembre | Shymkent Womens 2012 Şımkent, Kazakistan Cemento $25,000 Singolare – Doppio                                      | Valentina Ivachnenko Kateryna Kozlova 6–2, 6–4             | Nigina Abduraimova Ksenia Palkina             | Tetjana Arefyeva Nigina Abduraimova         | Vlada Ėkšibarova Kim Grajdek Michaela Honcová Valentina Ivachnenko              |
| 17 settembre | Batumi Open 2012 Batumi, Georgia Cemento $15,000 Singolare – Doppio                                              | Ani Amiraghyan 6–1, 6–3                                    | Anna Škudun                                   | Julija Kalabina Ol'ga Jančuk                | Ekaterine Gorgodze Evgenija Paškova Elizaveta Jančuk Sofia Kvatsabaia           |
| 17 settembre | Batumi Open 2012 Batumi, Georgia Cemento $15,000 Singolare – Doppio                                              | Julija Kalabina Evgenija Paškova 7–6(5), 6–1               | Alona Fomina Anna Škudun                      | Julija Kalabina Ol'ga Jančuk                | Ekaterine Gorgodze Evgenija Paškova Elizaveta Jančuk Sofia Kvatsabaia           |
| 17 settembre | Mari El Republic Cup 2012 Joškar-Ola, Russia Cemento $25,000 Singolare – Doppio                                  | Margarita Gasparjan 7–5, 7–6(3)                            | Nadežda Kičenok                               | Anastasia Frolova Veronika Kapšaj           | Anett Kontaveit Tamara Čurović Anastasija Sajtova Valerija Solov'ëva            |
| 17 settembre | Mari El Republic Cup 2012 Joškar-Ola, Russia Cemento $25,000 Singolare – Doppio                                  | Margarita Gasparjan Veronika Kapšaj 6–4, 2–6, [11–9]       | Iryna Burjačok Valerija Solov'ëva             | Anastasia Frolova Veronika Kapšaj           | Anett Kontaveit Tamara Čurović Anastasija Sajtova Valerija Solov'ëva            |
| 17 settembre | Tennis Organisation 14 2012 Adalia, Turchia Cemento $10,000 Singolare – Doppio                                   | An-Sophie Mestach 6–3, 6–2                                 | Yurina Koshino                                | Juan Ting-fei Aminat Kušchova               | Deniz Khazaniuk Carolina Betancourt Marianna Zakarljuk Katharina Lehnert        |
| 17 settembre | Tennis Organisation 14 2012 Adalia, Turchia Cemento $10,000 Singolare – Doppio                                   | Yurina Koshino Kanami Tsuji 7–5, 6–2                       | Juan Ting-fei Olena Kyrpot                    | Juan Ting-fei Aminat Kušchova               | Deniz Khazaniuk Carolina Betancourt Marianna Zakarljuk Katharina Lehnert        |
| 17 settembre | Internacional Ciudad de La Raqueta 2012 Madrid, Spagna Terra rossa $10,000 Singolare – Doppio                    | Tatiana Búa 6–3, 7–5                                       | Amanda Carreras                               | Agnese Zucchini Ximena Hermoso              | Ivonne Cavallé-Reimers Olga Sáez Larra Nuria Párrizas Díaz Alice Savoretti      |
| 17 settembre | Internacional Ciudad de La Raqueta 2012 Madrid, Spagna Terra rossa $10,000 Singolare – Doppio                    | Tatiana Búa Lucía Cervera-Vázquez 3–6, 6–1, [10–7]         | Ivonne Cavallé-Reimers Isabel Rapisarda-Calvo | Agnese Zucchini Ximena Hermoso              | Ivonne Cavallé-Reimers Olga Sáez Larra Nuria Párrizas Díaz Alice Savoretti      |
| 17 settembre | Open GDF SUEZ de Bretagne 2012 Saint-Malo, Francia Terra rossa $25,000 Singolare – Doppio                        | Maryna Zanevs'ka 6–2, 6(5)–7, 6–0                          | Estrella Cabeza Candela                       | Arantxa Parra Santonja Andrea Gámiz         | Laëtitia Sarrazin Alison Van Uytvanck Eva Fernández-Brugués Elica Kostova       |
| 17 settembre | Open GDF SUEZ de Bretagne 2012 Saint-Malo, Francia Terra rossa $25,000 Singolare – Doppio                        | Pemra Özgen Al'ona Sotnikova 6–4, 7–6(6)                   | Aleksandrina Najdenova Teliana Pereira        | Arantxa Parra Santonja Andrea Gámiz         | Laëtitia Sarrazin Alison Van Uytvanck Eva Fernández-Brugués Elica Kostova       |
| 17 settembre | Femenino Professional Colombia 2012 Bogotà, Colombia Terra rossa $10,000 Singolare – Doppio                      | Cecilia Costa Melgar 1–6, 6–3, 6–4                         | Yuliana Lizarazo                              | Patricia Iveth Ku Flores Kamila Kerimbajeva | María Fernanda Herazo González Emily Fanning Anastasija Charčenko Blair Shankle |
| 17 settembre | Femenino Professional Colombia 2012 Bogotà, Colombia Terra rossa $10,000 Singolare – Doppio                      | Yuliana Lizarazo Laura Pigossi 6–2, 6–2                    | Blair Shankle Laura Ucros                     | Patricia Iveth Ku Flores Kamila Kerimbajeva | María Fernanda Herazo González Emily Fanning Anastasija Charčenko Blair Shankle |
| 17 settembre | Royal Cup NLB Montenegro 2012 Podgorica, Montenegro Terra rossa $50,000 Singolare – Doppio                       | Renata Voráčová 3–6, 6–2, 6–0                              | Maria Elena Camerin                           | Yvonne Meusburger Danka Kovinić             | Tereza Mrdeža Karin Knapp Anna-Lena Friedsam Anna Zaja                          |
| 17 settembre | Royal Cup NLB Montenegro 2012 Podgorica, Montenegro Terra rossa $50,000 Singolare – Doppio                       | Nicole Clerico Anna Zaja 4–6, 6–3, [11–9]                  | Mailen Auroux María Irigoyen                  | Yvonne Meusburger Danka Kovinić             | Tereza Mrdeža Karin Knapp Anna-Lena Friedsam Anna Zaja                          |
| 17 settembre | Nyrstar Port Pirie Tennis International 2012 Port Pirie, Australia Cemento $25,000 Singolare – Doppio            | Sacha Jones 6–2, 7–5                                       | Olivia Rogowska                               | Chanel Simmonds Zuzana Zlochová             | Alexandra Stevenson Mai Minokoshi Rachael Tredoux Misa Eguchi                   |
| 17 settembre | Nyrstar Port Pirie Tennis International 2012 Port Pirie, Australia Cemento $25,000 Singolare – Doppio            | Sacha Jones Sally Peers 6–4, 6–2                           | Stephanie Bengson Chanel Simmonds             | Chanel Simmonds Zuzana Zlochová             | Alexandra Stevenson Mai Minokoshi Rachael Tredoux Misa Eguchi                   |
| 17 settembre | Jolie Ville Golf Women's 4 2012 Sharm el-Sheikh, Egitto Cemento $10,000 Singolare – Doppio                       | Belinda Bencic 6–3, 7–6(4)                                 | Fatma Al-Nabhani                              | Barbara Haas Mai El Kamash                  | Zuzanna Maciejewska Olga Brózda Laura Schäder Linda Mair                        |
| 17 settembre | Jolie Ville Golf Women's 4 2012 Sharm el-Sheikh, Egitto Cemento $10,000 Singolare – Doppio                       | Belinda Bencic Lou Brouleau 7–6(3), 3–6, [10–6]            | Olga Brózda Hanna Piven                       | Barbara Haas Mai El Kamash                  | Zuzanna Maciejewska Olga Brózda Laura Schäder Linda Mair                        |
| 17 settembre | AAT Women's Circuit Villa Allende 2012 Villa Allende, Argentina Terra rossa $10,000 Singolare – Doppio           | Catalina Pella 3–6, 7–5, 7–6(4)                            | Camila Silva                                  | Nadia Podoroska Karolina Nowak              | Carolina Zeballos Francesca Rescaldani Ana Sofía Sánchez Ornella Caron          |
| 17 settembre | AAT Women's Circuit Villa Allende 2012 Villa Allende, Argentina Terra rossa $10,000 Singolare – Doppio           | Victoria Bosio Catalina Pella 7–6(6), 6(3)–7, [10–7]       | Andrea Benítez Luciana Sarmenti               | Nadia Podoroska Karolina Nowak              | Carolina Zeballos Francesca Rescaldani Ana Sofía Sánchez Ornella Caron          |
| 17 settembre | Izida Cup 2012 Dobrič, Bulgaria Terra rossa $25,000 Singolare – Doppio                                           | Anne Schäfer 6–2, 6–2                                      | Angelique van der Meet                        | Magda Linette Conny Perrin                  | Jasmina Tinjic Laura-Ioana Andrei Maša Zec-Peškiric Julija Bejhel'zymer         |
| 17 settembre | Izida Cup 2012 Dobrič, Bulgaria Terra rossa $25,000 Singolare – Doppio                                           | Katarzyna Piter Barbara Sobaszkiewicz 6–2, 7–5             | Lisa Sabino Anne Schäfer                      | Magda Linette Conny Perrin                  | Jasmina Tinjic Laura-Ioana Andrei Maša Zec-Peškiric Julija Bejhel'zymer         |
| 24 settembre | Party Rock Open 2012 Las Vegas, USA Cemento $50,000 Singolare – Doppio                                           | Lauren Davis 6(5)–7, 6–2, 6–2                              | Shelby Rogers                                 | Adriana Pérez Anastasija Rodionova          | Jessica Pegula Elena Bovina Heidi El Tabakh Mallory Burdette                    |
| 24 settembre | Party Rock Open 2012 Las Vegas, USA Cemento $50,000 Singolare – Doppio                                           | Anastasija Rodionova Arina Rodionova 6–2, 2–6, [10–6]      | Elena Bovina Edina Gallovits-Hall             | Adriana Pérez Anastasija Rodionova          | Jessica Pegula Elena Bovina Heidi El Tabakh Mallory Burdette                    |
| 24 settembre | Telavi Open 2012 Telavi, Georgia Terra rossa $50,000 Singolare – Doppio                                          | Elina Svitolina 6–1, 6–2                                   | Lesja Curenko                                 | Aleksandra Krunić Anna Škudun               | Anna-Lena Friedsam Sofia Shapatava Oksana Kalašnikova Tereza Mrdeža             |
| 24 settembre | Telavi Open 2012 Telavi, Georgia Terra rossa $50,000 Singolare – Doppio                                          | Réka-Luca Jani Christina Shakovets 3–6, 6–4, [10–6]        | Kacjaryna Dzehalevič Oksana Kalašnikova       | Aleksandra Krunić Anna Škudun               | Anna-Lena Friedsam Sofia Shapatava Oksana Kalašnikova Tereza Mrdeža             |
| 24 settembre | Open GDF SUEZ Clermont-Ferrand 2012 Clermont-Ferrand, Francia Cemento $25,000 Singolare – Doppio                 | Stefanie Vögele 6–4, 6–1                                   | Tatjana Maria                                 | Ana Vrljić Vesna Dolonc                     | Anna Remondina Julie Coin Lisa Whybourn Anne Kremer                             |
| 24 settembre | Open GDF SUEZ Clermont-Ferrand 2012 Clermont-Ferrand, Francia Cemento $25,000 Singolare – Doppio                 | Diāna Marcinkēviča Bibiane Schoofs 6–3, 6–0                | Samantha Murray Jade Windley                  | Ana Vrljić Vesna Dolonc                     | Anna Remondina Julie Coin Lisa Whybourn Anne Kremer                             |
| 24 settembre | Torneo Internacional Femenino Villa de Madrid 2012 Madrid, Spagna Terra rossa $10,000 Singolare – Doppio         | Aleksandrina Najdenova 6–0, 6–4                            | Jade Suvrijn                                  | Agnese Zucchini Rocío de la Torre-Sánchez   | Ivonne Cavallé-Reimers Carolina Pillot Annalisa Bona Gaia Sanesi                |
| 24 settembre | Torneo Internacional Femenino Villa de Madrid 2012 Madrid, Spagna Terra rossa $10,000 Singolare – Doppio         | Malou Ejdesgaard Aleksandrina Najdenova 5–7, 6–3, [10–3]   | Tatiana Búa Ivonne Cavallé-Reimers            | Agnese Zucchini Rocío de la Torre-Sánchez   | Ivonne Cavallé-Reimers Carolina Pillot Annalisa Bona Gaia Sanesi                |
| 24 settembre | Amelia Island Women's Tennis Championships 2012 Amelia Island, USA Terra rossa $10,000 Singolare – Doppio        | Jamie Loeb 6–3, 7–5                                        | Mari Osaka                                    | Naomi Ōsaka María Fernanda Álvarez Terán    | Federica Grazioso Kelsey Laurente Maria Shishkina Katerina Stewart              |
| 24 settembre | Amelia Island Women's Tennis Championships 2012 Amelia Island, USA Terra rossa $10,000 Singolare – Doppio        | María Fernanda Álvarez Terán Maria Fernanda Alves 6–2, 6–2 | Elizabeth Ferris Anastasija Charčenko         | Naomi Ōsaka María Fernanda Álvarez Terán    | Federica Grazioso Kelsey Laurente Maria Shishkina Katerina Stewart              |
| 24 settembre | ITF Women's Circuit Prague 2012 Praga, Repubblica Ceca Terra rossa $10,000 Singolare – Doppio                    | Magda Linette 6–2, 7–6(7)                                  | Zuzana Luknárová                              | Angelica Moratelli Pernilla Mendešová       | Kateřina Siniaková Anastasija Komardina Tereza Martincová Barbora Krejčíková    |
| 24 settembre | ITF Women's Circuit Prague 2012 Praga, Repubblica Ceca Terra rossa $10,000 Singolare – Doppio                    | Lucy Brown Angelica Moratelli 6–3, 5–7, [10–6]             | Katerina Kramperová Magda Linette             | Angelica Moratelli Pernilla Mendešová       | Kateřina Siniaková Anastasija Komardina Tereza Martincová Barbora Krejčíková    |
| 24 settembre | Jolie Ville Golf Women's 5 2012 Sharm el-Sheikh, Egitto Cemento $10,000 Singolare – Doppio                       | Belinda Bencic 6–4, 6–0                                    | Barbara Haas                                  | Lіdzіja Marozava Fatma Al-Nabhani           | Zuzanna Maciejewska Tina Schiechtl Laura Schäder Jana Sizikova                  |
| 24 settembre | Jolie Ville Golf Women's 5 2012 Sharm el-Sheikh, Egitto Cemento $10,000 Singolare – Doppio                       | Olga Brózda Lu Jia Xiang 7–5, 6–2                          | Fatma Al-Nabhani Lіdzіja Marozava             | Lіdzіja Marozava Fatma Al-Nabhani           | Zuzanna Maciejewska Tina Schiechtl Laura Schäder Jana Sizikova                  |
| 24 settembre | GD Tennis Academy 21 2012 Adalia, Turchia Terra rossa $10,000 Singolare – Doppio                                 | Jovana Jakšić 7–5, 7–5                                     | Zuzana Zálabská                               | Diana Buzean Vladyslava Zanosijenko         | Martina di Giuseppi Yurina Koshino Matilda Hamlin Varvara Flink                 |
| 24 settembre | GD Tennis Academy 21 2012 Adalia, Turchia Terra rossa $10,000 Singolare – Doppio                                 | Anaïs Laurendon Katerina Vanková 7–5, 6–3                  | Diana Buzean Bianca Hîncu                     | Diana Buzean Vladyslava Zanosijenko         | Martina di Giuseppi Yurina Koshino Matilda Hamlin Varvara Flink                 |
| 24 settembre | Varna Cup 2012 Varna, Bulgaria Terra rossa $10,000 Singolare – Doppio                                            | Viktorija Tomova 6–1, 6–4                                  | Anastasіja Vasyl'jeva                         | Gabriela Talaba Patricia Maria Țig          | Radina Dimitrova Raluca Elena Platon Lisa Sabino Alexandra Damaschin            |
| 24 settembre | Varna Cup 2012 Varna, Bulgaria Terra rossa $10,000 Singolare – Doppio                                            | Michaela Boev Anastasіja Vasyl'jeva 6–1, 7–5               | Borislava Botusharova Viktorija Tomova        | Gabriela Talaba Patricia Maria Țig          | Radina Dimitrova Raluca Elena Platon Lisa Sabino Alexandra Damaschin            |
| 24 settembre | Gulbarga Open 2012 Gulbarga, India Cemento $10,000 Singolare – Doppio                                            | Prerna Bhambri 6–2, 6–2                                    | Yang Zi                                       | Chan Wing-yau Zhang Nannan                  | Oleksandra Korašvili Sri Peddi Reddy Rushmi Chakravarthi Emily Webley-Smith     |
| 24 settembre | Gulbarga Open 2012 Gulbarga, India Cemento $10,000 Singolare – Doppio                                            | Kim Hae-sung Kim Ju-eun 6–1, 6–1                           | Lee Pei-chi Yang Chia Hsien                   | Chan Wing-yau Zhang Nannan                  | Oleksandra Korašvili Sri Peddi Reddy Rushmi Chakravarthi Emily Webley-Smith     |